# Lista de entrevistados e temas do programa Roda Viva

Logotipo do programa Roda Viva, apresentado pela TV Cultura.

Esta é a lista de entrevistados e temas do programa Roda Viva, apresentado pela TV Cultura, o mais antigo programa televisivo de entrevistas e debates da televisão brasileira, no ar ininterruptamente há 38 anos. Na maioria das vezes as entrevistas são ao vivo, e algumas vezes são reapresentações de programas anteriores. Abaixo, são listados todos os programas, desde sua primeira exibição, em 29 de setembro de 1986.

## 2024
| Temática Específica                          | Entrevistado     | Data | Mediador       | Entrevistadores Convidados | Cartunista       | Observações | Link     | Ref.          |
|                                              | Outubro          | Outubro | Outubro        | Outubro | Outubro          | Outubro | Outubro  | Outubro       |
| -------------------------------------------- | ---------------- | --- | -------------- | --- | ---------------- | --- | -------- | ------------- |
|                                              | João Campos      | 28 de outubro | Vera Magalhães | - Carolina Linhares, repórter de Política da Folha de S.Paulo; - Pedro Venceslau, analista de Política da CNN Brasil; - Augusto Maia Leite, diretor de redação do Diário de Pernambuco; - Betânia Santana, repórter e colunista política da Folha de Pernambuco; - Maria Cristina Fernandes, colunista do Valor Econômico e comentarista da CBN/GloboNews.            | Luciano Veronezi | Prefeito Reeleito do Recife no 1° Turno, pelo Partido Socialista Brasileiro (PSB)                                          | à exibir | [ 1 ]         |
| Édouard Louis                                | 21 de outubro    | - Gabriela Mayer, apresentadora do podcast Café da Manhã, da Folha de S.Paulo, - Marina Della Valle, jornalista e tradutora - Pedro Pacífico, advogado e produtor de conteúdo literário, a jornalista e pesquisadora - Paula Jacob, jornalista e pesquisadora - Roberta Martinelli, apresentadora da TV Cultura e da Rádio Eldorado.                                                                                        | Vera Magalhães | Escritor Francês | Luciano Veronezi | vídeo | [ 2 ]    |               |
| Geraldo Alckmin                              | 14 de outubro    | - Basília Rodrigues, analista de política da CNN Brasil, - Bruno Boghossian, colunista da Folha de S.Paulo, - Eduardo Laguna, repórter do Broadcast/Agência Estado, - Fábio Zambeli, vice-presidente da Ágora Assuntos Públicos, e - Renata Agostini, repórter especial e colunista do jornal O Globo. | Vera Magalhães | ex-Vice-governador, Governador de São Paulo e atual Vice-presidente do Brasil. | Luciano Veronezi | vídeo | [ 3 ]    |               |
| Eleições Municipais no Brasil em 2024        | Renato Meirelles | 7 de outubro | Vera Magalhães | - Anna Virginia Ballousier, repórter especial da Folha de S.Paulo, - Bianca Gomes, repórter de política do Estadão, - Clarissa Oliveira, analista de política e apresentadora do programa O Ponto, na CNN Brasil, - Guilherme Muniz, apresentador da Rádio CBN, e - Pedro Carvalho, coordenador da sucursal de São Paulo do jornal O Globo.                           | Luciano Veronezi | presidente do Instituto de Pesquisa Locomotiva                                                                             | vídeo    | [ 4 ]         |
| Setembro                                     |                  | |                | |                  | |          |               |
| Eleições Municipais no Brasil em 2024        | Carmen Lúcia     | 30 de setembro | Vera Magalhães | - Denise Rothenburg, colunista de Política do Correio Braziliense; - Fernando Neisser, professor de Direito Eleitoral da FGV/SP; - Renata Galf, repórter da Folha de S.Paulo; - Vera Rosa, repórter especial e colunista do Estadão; - Tai Nalon, diretora executiva do Aos Fatos.                                                                                    | Luciano Veronezi | Ministra do STF, TSE e Presidente do TSE                                                                                   | vídeo    | [ 5 ]         |
|                                              | Antônio Fagundes | 23 de setembro | Vera Magalhães | - Carolina Giovanelli, editora da GQ Brasil; - Ubiratan Brasil, editor de conteúdo do Canal Teatro MF; - Cristina Camargo, repórter da Folha de S.Paulo; - Nilson Xavier, pesquisador e crítico de TV; - Renata Simões, repórter do Programa Metrópolis, da TV Cultura.                                                                                               | Luciano Veronezi | Ator | vídeo    | [ 6 ]         |
| Maria Hermínia Tavares                       | 16 de setembro   | - José Roberto de Toledo, jornalista do UOL e coapresentador do Podcast A Hora; - Cris Bartis, cofundadora da plataforma Mamilos de Diálogo; - Marcos Augusto Gonçalves, editor da Ilustríssima e colunista da Folha de S.Paulo; - Flávia Tavares, editora-chefe do Meio; - Marina Amaral, diretora da Agência Pública. | Vera Magalhães | Cientista política, pesquisadora, professora universitária e escritora | Luciano Veronezi | vídeo | [ 7 ]    |               |
| Candidatos à prefeitura de São Paulo em 2024 | Ricardo Nunes    | 9 de setembro | Vera Magalhães | - Artur Rodrigues, repórter da Folha de S.Paulo; - Carolina Ercolin, apresentadora da Rádio Eldorado; - Lucas Ferraz, repórter do Valor Econômico; - Thiago Herdy, repórter e colunista do UOL; - Victoria Abel, repórter do jornal O Globo. | Luciano Veronezi | Prefeito de São Paulo e Candidato do MDB à reeleição.                                                                      | vídeo    | [ 8 ]         |
| Candidatos à prefeitura de São Paulo em 2024 | Pablo Marçal     | 2 de setembro | Vera Magalhães | - Amanda Audi, repórter da Agência Pública; - Bruno Ribeiro, repórter de política do portal Metrópoles; - Malu Gaspar, editora e colunista de O Globo; - Pedro Borges, diretor de redação da Alma Preta; - Pedro Canário, repórter do UOL. | Luciano Veronezi | Advogado e Candidato do PRTB à prefeitura de São Paulo                                                                     | vídeo    | [ 9 ]         |
| Agosto                                       |                  | |                | |                  | |          |               |
| Candidatos à prefeitura de São Paulo em 2024 | Guilherme Boulos | 26 de agosto | Vera Magalhães | - Débora Freitas, âncora da Rádio CBN; - Diogo Schelp, colunista do Estadão e da Rádio Eldorado; - Fabio Zanini, editor do Painel Folha de S.Paulo; - Raquel Landim, colunista do UOL; - Reinaldo Gottino, jornalista e âncora da Record. | Luciano Veronezi | Deputado Federal e Candidato do PSOL à prefeitura de São Paulo                                                             | vídeo    | [ 10 ]        |
| Candidatos à prefeitura de São Paulo em 2024 | Tábata Amaral    | 19 de agosto | Vera Magalhães | - Bruno Teixeira, repórter da CNN Brasil; - Cristiane Agostini, repórter de política do Valor Econômico; - Hyndara Freitas, repórter do jornal O Globo; - Luiz Megale, âncora da BandNews FM ; - Rodrigo Piscitelli, apresentador do programa De Olho no Voto, da TV Cultura.                                                                                         | Luciano Veronezi | Deputada Federal e Candidata do PSB à prefeitura de São Paulo                                                              | vídeo    | [ 11 ]        |
| Candidatos à prefeitura de São Paulo em 2024 | José Luiz Datena | 12 de agosto | Vera Magalhães | - Carla Petrocilo, repórter da Folha de S.Paulo; - Fabíola Cidral, apresentadora do UOL; - Fernando Andrade, jornalista do Jornal da Tarde e da TV Cultura; - Marcelo Godoy, repórter especial e colunista no O Estado de S. Paulo. | Luciano Veronezi | Jornalista e Candidato do PSDB à prefeitura de São Paulo                                                                   | vídeo    | [ 12 ]        |
|                                              | Rosa Montero     | 5 de agosto | Vera Magalhães | - Adriana Ferreira Silva, jornalista e escritora; - Daniela Arrais, jornalista e sócia-fundadora da Contente.vc; - Fernanda Diamant, editora da Fósforo e sócia da Megafauna Livraria; - Paulo Werneck, apresentador do podcast 451 MHz; - Ruan de Sousa Gabriel, repórter do jornal O Globo.                                                                         | Luciano Veronezi | escritora espanhola | vídeo    | [ 13 ]        |
| Julho                                        |                  | |                | |                  | |          |               |
|                                              | Marcelo Tas      | 29 de julho | Vera Magalhães | - Naief Haddad, repórter da Folha de S.Paulo; - Maria Cândida, jornalista e apresentadora; - Greg Prudenciano, repórter do InvestNews; - Cristina Padiglione, autora do blog Telepadi; - André Carlos Zorzi, repórter do jornal O Estado de S. Paulo. | Luciano Veronezi | Comunicador | vídeo    | [ 14 ]        |
| Raul Cutait                                  | 22 de julho      | - Gustavo Cabral, imunologista e colunista de saúde do UOL; - Victoria Damasceno, editora de saúde e iniciativa Todas, da Folha de S.Paulo; - Isabela Moya, repórter do jornal O Estado de S. Paulo; - Constança Tatsch, jornalista do jornal O Globo; - Theo Ruprecht, repórter de ciência e saúde e criador do podcast Ciência Suja.                                                                                      | Vera Magalhães | Médico cirugião digestivo e professor doutor | Luciano Veronezi | vídeo | [ 15 ]   |               |
| Otávio Mesquita                              | 15 de julho      | - Alvaro Leme, jornalista, podcaster e mestre em Comunicação; - Fernanda Lopes, repórter de entretenimento do Notícias da TV; - Gilberto Amendola, colunista do jornal O Estado de S.Paulo; - José Armando Vannucci, jornalista do site e canal do Vannucci; - Paula Carvalho, apresentadora do Flow News. | Vera Magalhães | Apresentador do SBT | Luciano Veronezi | vídeo | [ 16 ]   |               |
| Alexandre Herchcovitch                       | 8 de julho       | - Erika Palomino, jornalista e curadora; - Luanda Vieira, jornalista e apresentadora do podcast O Corre Delas; - Paula Mageste, diretora-geral da Edições Globo Condé Nast (Vogue); - Pedro Diniz, jornalista; - Rener Oliveira, jornalista de moda e editor-chefe do Nordestess. | Vera Magalhães | Estilista | Luciano Veronezi | vídeo | [ 17 ]   |               |
| Galvão Bueno                                 | 1° de julho      | - Carol Knoploch, repórter do jornal O Globo; - Thiago Uberreich, apresentador da Jovem Pan e autor do livro "1994 o Brasil é Tetra"; - Fabio Seixas, jornalista da Livemode; - Mylena Ciribelli, jornalista e apresentadora; - Gabriel Vaquer, repórter de Televisão e Mídia Esportiva do site F5, da Folha de S.Paulo. | Vera Magalhães | Locutor Esportivo | Luciano Veronezi | vídeo | [ 18 ]   |               |
| Junho                                        |                  | |                | |                  | |          |               |
|                                              | Luciana Temer    | 24 de junho | Vera Magalhães | - Conrado Corsalette, editor-chefe do Nexo Jornal; - Izabella Borges, advogada; - Valdinei Ferreira, pastor e sociólogo; - Vivane Duarte, jornalista e fundadora do Instituto Plano de Menina; - Vitória Macedo, repórter da Todas, da Folha de S.Paulo. | Luciano Veronezi | Professora de Direito Constitucional, presidente do Instituto Liberta e filha do ex-Presidente da República, Michel Temer. | vídeo    | [ 19 ]        |
| Paulo Miklos                                 | 17 de junho      | - Ivan Finotti, repórter especial da Folha de S.Paulo; - Edgard Piccoli, comunicador e produtor; - Silvio Essinger, repórter e crítico musical do segundo caderno do jornal O Globo; - Roberta Martinelli, apresentadora do programa Cultura Livre e da Rádio Eldorado; - Lais Franklin, editora-chefe da revista Bravo!.                                                                                                   | Vera Magalhães | Cantor e Ator | Luciano Veronezi | vídeo | [ 20 ]   |               |
| Luís Roberto Barroso                         | 10 de junho      | - Carolina Brígido, colunista do UOL; - Constança Rezende, repórter da Folha de S.Paulo; - Felipe Recondo, diretor de conteúdo do JOTA; - Thiago Bronzatto, diretor da sucursal de Brasília do jornal O Globo; - Weslley Galzo, repórter de política do Estadão em Brasília. | Vera Magalhães | Ministro e Presidente do Supremo Tribunal Federal | Luciano Veronezi | vídeo | [ 21 ]   |               |
| Vinícius Marques de Carvalho                 | 3 de junho       | - Natália Portinari, colunista do UOL; - Mônica Scaramuzzo, editora do núcleo de empresas do Valor Econômico; - Tacio Lorran, repórter do Estadão; Renata Agostini, repórter especial e colunista do jornal O Globo; Lucas Marchesini, repórter na sucursal de Brasília da Folha de S.Paulo. | Vera Magalhães | Ministro da Controladoria-Geral da União | Luciano Veronezi | vídeo | [ 22 ]   |               |
| Maio                                         |                  | |                | |                  | |          |               |
|                                              | Janaína Torres   | 27 de maio | Vera Magalhães | - Arnaldo Lorençato, editor-executivo da Revista Veja São Paulo; - Luiza Fecarotta, jornalista, crítica gastronômica e comentarista da Rádio CBN; - Marcelo Katsuki, editor do blog Comes e Bebes, da Folha de S.Paulo; - Mariana Weber, jornalista e escritora; - Miguel Icassatti, jornalista da Revista Gula e curador da Sociedade Paulista de Cultura de Boteco. | Luciano Veronezi | Chef de cozinha e Empresária                                                                                               | vídeo    | [ 23 ]        |
| Eduardo Leite                                | 20 de maio       | - Fábio Schaffner, repórter da Zero Hora; - Laís Duarte, repórter da TV Cultura; - Jaqueline Sordi, jornalista e bióloga; - Kelly Matos, apresentadora da Rádio Gaúcha; - Samantha Klein, repórter da CBN; - André Machado, jornalista da Ulbra TV. | Vera Magalhães | Governador do Rio Grande do Sul pelo PSDB | Luciano Veronezi | vídeo | [ 24 ]   |               |
| Grada Kilombola                              | 13 de maio       | - Joice Berth, urbanista e escritora; - Júlia Rebouças, curadora e diretora artística do Instituto Inhotim; - Silas Martí, editor de Cultura da Folha de S.Paulo; - Tatiane de Assis, crítica de artes visuais e repórter da Revista Piauí; - Tulio Custódio, sociólogo da Inesplorato. | Vera Magalhães | Escritora e Artista multidisciplinar | Luciano Veronezi | vídeo | [ 25 ]   |               |
| Cláudia Raia                                 | 6 de maio        | - Mariliz Pereira Jorge, colunista do jornal Folha de S.Paulo e do Canal Meio; - Marina Caruso, editora-chefe da revista Ela, do jornal O Globo; - Claudia Lima, editora do Vogue Sua Idade, da revista Vogue e criadora da Yabás, newsletter para mulheres negras de 40 e 50+; - Ivan Reis, redator da revista L’officiel Brasil; - Gustavo Zeitel, repórter da Ilustrada, editorai de cultura do jornal Folha de S.Paulo. | Vera Magalhães | Atriz | Luciano Veronezi | vídeo | [ 26 ]   |               |
| Abril                                        |                  | |                | |                  | |          |               |
|                                              | Mauro Mendes     | 29 de abril | Vera Magalhães | - Diego Nunes, apresentador do programa Roda de Entrevista da TV Mais, afiliada da TV Cultura em Cuiabá; - Isadora Duarte, repórter do Broadcast Agro/Agência Estado; - Mariana Grilli, jornalista especializada em agronegócios; - Mauro Tagliaferri - jornalista; - Milena Teixeira, repórter de política da CBN em Brasília.                                       | Luciano Veronezi | Governador do Mato Grosso pelo UNIÃO                                                                                       | Vídeo    | [ 27 ] [ 28 ] |
| Leila Pereira                                | 22 de abril      | - Daniela Tófoli, diretora editorial de marcas segmentadas da Editora Globo; - Duda Gonçalves, repórter da ESPN Brasil; - Lia Rizzo, editora de Exame Plural; - Vladir Lemos, diretor de Esportes e apresentador do programa Cartão Verde da TV Cultura; - Martín Fernandez, comentarista do SPORTV e colunista do jornal O Globo;                                                                                          | Vera Magalhães | Presidente do Palmeiras | Luciano Veronezi | vídeo | [ 29 ]   |               |
| Davi Kopenawa                                | 15 de abril      | - Ariene Susui, jornalista e ativista; - Daniela Chiaretti, repórter especial e colunista do Valor Econômico; - Leandro Barbosa, jornalista especializado na cobertura socioambiental; - Leão Serva, correspondente da TV Cultura em Londres; - Petria Chaves, escritora e âncora da Rádio CBN. | Vera Magalhães | Líder Indígena Yanomami | Luciano Veronezi | vídeo | [ 30 ]   |               |
| Flávio Bolsonaro                             | 8 de abril       | - Basília Rodrigues, analista de Política da CNN Brasil; - Bela Megale, colunista do jornal O Globo;  - Fábio Zanini, editor do Painel da Folha de S.Paulo;  - Graciliano Rocha, jornalista do UOL; - Roseann Kennedy, editora da Coluna do Estadão. | Vera Magalhães | Senador pelo Rio de Janeiro (PL-RJ) e filho do ex-Presidente da República Jair Bolsonaro | Luciano Veronezi | vídeo | [ 31 ]   |               |
| Heloisa Starling                             | 1° de abril      | - Mário Medeiros, sociólogo e professor do Departamento da Unicamp e diretor do Arquivo Edgard Leuenroth; - Naief Haddad, repórter da Folha de S.Paulo; Paula Miraglia - doutora em Antropologia e diretora-geral da Gama Revista; - Tatiana Vasconcelos, jornalista e apresentadora da CBN; - Taina Silva Santos, mestre em História Social pela Unicamp.                                                                  | Vera Magalhães | Historiadora e Professora | Luciano Veronezi | vídeo | [ 32 ]   |               |
| Março                                        |                  | |                | |                  | |          |               |
|                                              | Alaíde Costa     | 25 de março | Vera Magalhães | - Adriana Couto, apresentadora do Metrópolis, da TV Cultura. e do Mais Preta, da Rádio Nova Brasil; - Claudia Alexandre, jornalista e pesquisadora; - Leo Lopes, produtor cultural e jornalista da CNN Brasil; - Marina Lourenço, repórter de Pop e Arte do G1. | Luciano Veronezi | Cantora | vídeo    | [ 33 ]        |
| Silvio Costa Filho                           | 18 de março      | - Carlos Prieto, editor-assistente do jornal Valor Econômico; - Geralda Doca, repórter do jornal O Globo; - Luciano Pádua, editor de Macroeconomia da Exame; - Maurício Martins, editor de Porto e Mar do jornal A Tribuna de Santos; - Renée Pereira, editora-adjunta de Economia e Negócios do Estadão. | Vera Magalhães | Ministro de Portos e Aeroportos do Brasil e Deputado Federal licenciado pelo Pernambuco (REP-PE) | Luciano Veronezi | vídeo | [ 34 ]   |               |
| Marcelo Geiser                               | 11 de março      | - Denis R. Burgierman, editor-chefe do Greg News; - Giovana Girardi, chefe da cobertura socioambiental da Agência Pública; - Marcelo Yamashita, professor do Instituto de Física Teórica da Unesp e diretor do Instituto Questão de Ciência; - Ricardo Ogando, astrofísico no Observatório Nacional; - Salvador Nogueira, jornalista de Ciência e colunista da Folha de S.Paulo.                                            | Vera Magalhães | Físico e Astrônomo | Luciano Veronezi | vídeo | [ 35 ]   |               |
| Preta Gil                                    | 4 de março       | - Atilio Bari, apresentador do programa Persona, da TV Cultura; - Joana Dale, editora assistente da Revista Ela, do jornal O Globo; - Luanda Vieira, jornalista e apresentadora do podcast O Corre Delas; - Paola Deodoro, editora sênior da Marie Claire; - Preto Zezé, conselheiro Cufa Brasil. | Vera Magalhães | Cantora e Atriz | Luciano Veronezi | vídeo | [ 36 ]   |               |
| Fevereiro                                    |                  | |                | |                  | |          |               |
|                                              | Ilan Goldfajn    | 26 de fevereiro | Vera Magalhães | - Alex Ribeiro, repórter especial do Valor Econômico; - Luciana Magalhães, correspondente do The Wall Street Journal no Brasil; - Marcela Ayres, repórter de economia da Reuters; - Renato Andrade, diretor da sucursal do O Globo em São Paulo; - Vanessa Adachi, editora-chefe do Capital Reset.                                                                    | Luciano Veronezi | Presidente do BID | vídeo    | [ 37 ]        |
| Alexandre Padilha                            | 19 de fevereiro  | - Cátia Seabra, repórter especial da Folha de S.Paulo; - Paulo Celso Pereira, editor executivo dos jornais O Globo e Extra; - Pedro Venceslau, analista de política da CNN Brasil; - Thaís Bilenky, colunista do UOL; - Vera Rosa, repórter especial e colunista do Estadão. | Vera Magalhães | Ministro-chefe da Secretaria de Relações Institucionais do Governo Federal do Brasil e Deputado Federal licenciado por São Paulo (PT-SP) | Luciano Veronezi | vídeo | [ 38 ]   |               |
| Thiago França                                | 12 de fevereiro  | - Alberto Pereira Jr, jornalista, diretor e confundador do bloco de Carnaval Domingo Ela Não Vai; - Alexandre Matias, jornalista, editor do site Trabalho Sujo, curador de música do Teatro Centro da Terra e diretor artístico; - Leonardo Dahi, repórter e comentarista de Carnaval da Rádio CBN; - Mariana Zylberkan, repórter da Folha de S.Paulo; - Pérola Mathias, jornalista e socióloga.                            | Vera Magalhães | Músico | Luciano Veronezi | vídeo | [ 39 ]   |               |
| Rogério Marinho                              | 5 de fevereiro   | - Felipe Moura Brasil, diretor de Jornalismo de O Antagonista e Crusoé; - Gabriel Sabóia, repórter de Política do O Globo em Brasília; - Lana Canepa, diretora-executiva da Band Brasília; - Ricardo Corrêa, coordenador de Política em São Paulo no Estadão e comentarista da Rádio Eldorado; - Thaísa Oliveira, repórter da Folha de S.Paulo.                                                                             | Vera Magalhães | Senador pelo Rio Grande do Norte (PL-RN) | Luciano Veronezi | vídeo | [ 40 ]   |               |
|                                              | Janeiro          | |                | |                  | |          |               |
|                                              | Eugênio Bucci    | 29 de janeiro | Vera Magalhães | - Alecsandra Zapparoli, publisher da Galápagos Newsmaking; - Dennis de Oliveira, jornalista e professor da ECA/USP; - Katia Brembatti, pres. da Abraji; - Natália Viana, dir.-executiva da Agência Pública de Jornalismo Investigativo; - Pablo Ortellado, professor de Gestão de Políticas Públicas da USP.                                                          | Luciano Veronezi | Jornalista e Professor da USP                                                                                              | vídeo    | [ 41 ]        |
|                                              | Fernando Haddad  | 22 de janeiro | Vera Magalhães | - Flávia Barbosa, editora executiva do O Globo; - Fernando Exman, diretor da sucursal de Brasília do Valor Econômico; - Adriana Fernandes, repórter especial e colunista da Folha de S.Paulo; - Fernando Nakagawa, analista de economia da CNN Brasil; - Martha Beck, repórter da Bloomberg.                                                                          | Luciano Veronezi | Ministro da Fazenda do Brasil                                                                                              | vídeo    | [ 42 ]        |
|                                              | Sidney Magal     | 15 de janeiro | Vera Magalhães | - Débora Miranda, editora-chefe da Billboard Brasil; - Leandro Cacossi, apresentador e produtor da Rádio Eldorado; - Rodrigo Ortega, editor de cultura do Estadão; - Renata Simões, repórter do programa Metrópolis, da TV Cultura; - Fabricio Pellegrino, editor-chefe da Revista Caras.                                                                             | Luciano Veronezi | Cantor | vídeo    | [ 43 ]        |
|                                              | Fernanda Torres  | 8 de janeiro | Vera Magalhães | - Anna Luiza Santiago, colunista de TV do jornal O Globo; - Laís Franklin, editora-chefe da Revista Bravo!; - Marcos Augusto Gonçalves, editor da Ilustríssima e colunista da Folha de S.Paulo; - Rita Lisauskas, jornalista do Estadão; - Marcelo Tas, apresentador do Provoca, da TV Cultura.                                                                       | Luciano Veronezi | Atriz e roteirista | vídeo    | [ 44 ]        |

## 2023
| Entrevistado/Tema               | Data            | Mediador       | Observações                                                                        | Link  |
| ------------------------------- | --------------- | -------------- | ---------------------------------------------------------------------------------- | ----- |
| Julio Casares                   | 11 de setembro  | Vera Magalhães | Presidente do São Paulo Futebol Clube                                              | vídeo |
| Péricles                        | 4 de setembro   | Vera Magalhães | Cantor e compositor                                                                | vídeo |
| Carlos Gilberto Carlotti Júnior | 28 de agosto    | Vera Magalhães | Neurocirurgião                                                                     | vídeo |
| Renan Filho                     | 21 de agosto    | Vera Magalhães | Político brasileiro e Ministro dos Transportes                                     | vídeo |
| Michael Sandel                  | 14 de agosto    | Vera Magalhães | Escritor estadunidense                                                             | vídeo |
| Eduardo Braga                   | 7 de agosto     | Vera Magalhães | Senador do Estado do Amazonas                                                      | vídeo |
| Arthur Lira                     | 31 de julho     | Vera Magalhães | Político brasileiro e presidente da Câmara dos Deputados                           | vídeo |
| Silvio Meira                    | 24 de julho     | Vera Magalhães | Cientista e professor                                                              | vídeo |
| Ana Maria Gonçalves             | 17 de julho     | Vera Magalhães | Escritora brasileira                                                               | vídeo |
| Fernando Maluf                  | 10 de julho     | Vera Magalhães | Médico oncologista                                                                 | vídeo |
| Carlos Alberto de Nóbrega       | 3 de julho      | Vera Magalhães | Ator, escritor, roteirista e humorista                                             | vídeo |
| Raquel Lyra                     | 26 de junho     | Vera Magalhães | Política brasileira e governadora do Estado de Pernambuco                          | vídeo |
| Marco Antonio Zago              | 19 de junho     | Vera Magalhães | Cientista e atual presidente da FAPESP                                             | vídeo |
| Camilo Santana                  | 12 de junho     | Vera Magalhães | Político brasileiro e atual Ministro da Educação                                   | vídeo |
| Jonathan Franzen                | 5 de junho      | Vera Magalhães | Escritor americano                                                                 | vídeo |
| Deltan Dallagnol                | 29 de maio      | Vera Magalhães | Político brasileiro                                                                | vídeo |
| Carlos Fávaro                   | 22 de maio      | Vera Magalhães | Político brasileiro e atual Ministro da Agricultura e Pecuária                     | vídeo |
| Aloizio Mercadante              | 15 de maio      | Vera Magalhães | Político brasileiro e atual presidente do BNDES                                    | vídeo |
| Gilmar Mendes                   | 8 de maio       | Vera Magalhães | Ministro do Supremo Tribunal Federal                                               | vídeo |
| Cida Gonçalves                  | 1 de maio       | Vera Magalhães | Ativista e atual Ministra das Mulheres                                             | vídeo |
| Ciro Nogueira                   | 24 de abril     | Vera Magalhães | Senador do Estado do Piauí                                                         | vídeo |
| Guilherme Derrite               | 17 de abril     | Vera Magalhães | Político brasileiro e atual Secretário da Segurança Pública do Estado de São Paulo | vídeo |
| Celso Rocha de Barros           | 10 de abril     | Vera Magalhães | Cientista político                                                                 | vídeo |
| Bruno Dantas                    | 3 de abril      | Vera Magalhães | Jurista e atual presidente do Tribunal de Contas da União                          | vídeo |
| Carla Madeira                   | 27 de março     | Vera Magalhães | Escritora brasileira                                                               | vídeo |
| Sônia Guajajara                 | 20 de março     | Vera Magalhães | Ativista indígena e atual Ministra dos Povos Indígenas                             | vídeo |
| Laerte Coutinho                 | 13 de março     | Vera Magalhães | Chargista e cartunista                                                             | vídeo |
| Cármen Lúcia                    | 6 de março      | Vera Magalhães | Ministra do Supremo Tribunal Federal                                               | vídeo |
| Luis Moreno Ocampo              | 27 de fevereiro | Vera Magalhães | Advogado argentino e ex-presidente do Tribunal Penal Internacional                 | vídeo |
| Daniela Mercury                 | 20 de fevereiro | Vera Magalhães | Cantora e compositora                                                              | vídeo |
| Roberto Campos Neto             | 13 de fevereiro | Vera Magalhães | Economista e presidente do Banco Central                                           | vídeo |
| Nísia Lima                      | 6 de fevereiro  | Vera Magalhães | Cientista social e atual Ministra da Saúde                                         | vídeo |
| Maria Ressa                     | 30 de janeiro   | Vera Magalhães | Jornalista filipina e vencedora do Prêmio Nobel da Paz                             | vídeo |
| Luiz Fernando Guimarães         | 23 de janeiro   | Vera Magalhães | Ator e humorista                                                                   | vídeo |
| Jorge Caldeira                  | 16 de janeiro   | Vera Magalhães | Jornalista brasileiro                                                              | vídeo |
| Alexandre Padilha               | 9 de janeiro    | Vera Magalhães | Político e atual Ministro-Chefe da Secretaria de Relações Institucionais           | vídeo |
| Rui Costa                       | 2 de janeiro    | Vera Magalhães | Político e atual Ministro-Chefe da Casa Civil                                      | vídeo |

## 2022
| Entrevistado/Tema       | Data            | Mediador       | Observações | Link  |
| ----------------------- | --------------- | -------------- | --- | ----- |
| Flávio Dino             | 19 de dezembro  | Vera Magalhães | ex-Governador do Maranhão, então Senador eleito pelo mesmo estado.                                                                    | vídeo |
| Liniker                 | 12 de dezembro  | Vera Magalhães | Cantora | vídeo |
| Fernando Gabeira        | 5 de dezembro   | Vera Magalhães | Jornalista e escritor brasileiro | vídeo |
| Rodrigo Garcia          | 28 de novembro  | Vera Magalhães | Governador de São Paulo pelo PSDB | vídeo |
| Seu Jorge               | 21 de novembro  | Vera Magalhães | Músico e ator brasileiro | vídeo |
| Wellington Dias         | 14 de novembro  | Vera Magalhães | Político brasileiro, senador pelo Piaui                                                                                               | vídeo |
| Hélio Santos            | 7 de novembro   | Vera Magalhães | Escritor e ativista brasileiro | vídeo |
| Marina Silva            | 31 de outubro   | Vera Magalhães | Ex-ministra do Meio Ambiente e deputada eleita por São Paulo                                                                          | vídeo |
| Gilberto Kassab         | 24 de outubro   | Vera Magalhães | ex-Prefeito de São Paulo | vídeo |
| Fernando Haddad         | 17 de outubro   | Vera Magalhães | Programa especial apresentando um debate entre os candidatos ao governo de São Paulo, que foram ao segundo turno nas eleições de 2022 | vídeo |
| Maurício Moura          | 10 de outubro   | Vera Magalhães | Economista e cientista político brasileiro                                                                                            | vídeo |
| Guilherme Boulos        | 3 de outubro    | Vera Magalhães | Político brasileiro, deputado federal eleito no pleito de 2022                                                                        | vídeo |
| Henrique Meirelles      | 26 de setembro  | Vera Magalhães | Economista brasileiro, ex-presidente do Banco Central e ex-ministro da Fazenda                                                        | vídeo |
| Steven Levitsky         | 19 de setembro  | Vera Magalhães | Cientista político estadunidense, autor do best-seller Como as Democracias Morrem [en]                                                | vídeo |
| Paulo Galizia           | 12 de setembro  | Vera Magalhães | Magistrado brasileiro, presidente do Tribunal Regional Eleitoral de São Paulo                                                         | vídeo |
| Beto Marubo             | 5 de setembro   | Vera Magalhães | Líder indígena brasileiro no Vale do Javari                                                                                           | vídeo |
| Pedro Malan             | 29 de agosto    | Vera Magalhães | Economista brasileiro, ex-ministro da Fazenda                                                                                         | vídeo |
| Raquel Dodge            | 22 de agosto    | Vera Magalhães | Magistrada brasileira, ex-procuradora-geral da República                                                                              | vídeo |
| Ciro Gomes              | 15 de agosto    | Vera Magalhães | Político brasileiro Candidato à presidência da República nas eleições de 2022                                                         | vídeo |
| Simone Tebet            | 8 de agosto     | Vera Magalhães | Política brasileira, senadora Candidata à presidência da República nas eleições de 2022                                               | vídeo |
| Paulo Hartung           | 1 de agosto     | Vera Magalhães | Economista brasileiro, ex-governador do estado do Espírito Santo                                                                      | vídeo |
| Fátima Bernardes        | 25 de julho     | Vera Magalhães | Jornalista e apresentadora brasileira                                                                                                 | vídeo |
| Valter Hugo Mãe         | 18 de julho     | Vera Magalhães | Escritor angolano | vídeo |
| Laurentino Gomes        | 11 de julho     | Vera Magalhães | Jornalista e escritor brasileiro | vídeo |
| Rodrigo Garcia          | 4 de julho      | Vera Magalhães | Político brasileiro, governador de São Paulo Pré-candidato à reeleição nas eleições de 2022                                           | vídeo |
| Tarcísio de Freitas     | 27 de junho     | Vera Magalhães | Engenheiro e político brasileiro Candidato ao governo de São Paulo nas eleições de 2022                                               | vídeo |
| Márcio França           | 20 de junho     | Vera Magalhães | ex-Governador de São Paulo, candidato ao Senado do PSB por São Paulo nas eleições de 2022                                             | vídeo |
| Sydney Possuelo         | 13 de junho     | Vera Magalhães | Indigenista e ativista brasileiro, ex-presidente da FUNAI                                                                             | vídeo |
| Fernando Haddad         | 6 de junho      | Vera Magalhães | Político e professor brasileiro Candidato ao governo de São Paulo nas eleições de 2022                                                | vídeo |
| Paulo Sérgio Pinheiro   | 30 de maio      | Vera Magalhães | Cientista político brasileiro | vídeo |
| Gilberto Gil            | 23 de maio      | Vera Magalhães | Cantor e compositor brasileiro | vídeo |
| Rodrigo Pacheco         | 16 de maio      | Vera Magalhães | Advogado e político brasileiro, presidente do Senado                                                                                  | vídeo |
| Casagrande              | 9 de maio       | Vera Magalhães | Comentarista esportivo e ex-futebolista brasileiro                                                                                    | vídeo |
| Cida Bento              | 2 de maio       | Vera Magalhães | Psicóloga e escritora brasileira | vídeo |
| Rostyslav Tronenko      | 25 de abril     | Vera Magalhães | Diplomata ucraniano, embaixador da Ucrânia no Brasil                                                                                  | vídeo |
| João Pereira Coutinho   | 18 de abril     | Vera Magalhães | Cientista político, escritor e cronista português                                                                                     | vídeo |
| Lázaro Ramos            | 11 de abril     | Vera Magalhães | Ator e diretor brasileiro | vídeo |
| Minouche Shafik [en]    | 4 de abril      | Vera Magalhães | Economista anglo-americana nascida no Egito, diretora da London School of Economics                                                   | vídeo |
| Roberto Castello Branco | 28 de março     | Vera Magalhães | Economista e ex-presidente da Petrobras                                                                                               | vídeo |
| Abel Ferreira           | 21 de março     | Vera Magalhães | Treinador português, técnico da Sociedade Esportiva Palmeiras                                                                         | vídeo |
| Glória Maria            | 14 de março     | Vera Magalhães | Repórter e apresentadora brasileira                                                                                                   | vídeo |
| Edson Fachin            | 7 de março      | Vera Magalhães | Magistrado brasileiro, ministro do Supremo Tribunal Federal e presidente do Tribunal Superior Eleitoral                               | vídeo |
| Leandro Vieira          | 28 de fevereiro | Vera Magalhães | Carnavalesco brasileiro da escola de samba Mangueira                                                                                  | vídeo |
| Sérgio Amaral           | 21 de fevereiro | Vera Magalhães | Diplomata e advogado brasileiro | vídeo |
| Eduardo Paes            | 14 de fevereiro | Vera Magalhães | Político brasileiro, prefeito do Rio de Janeiro                                                                                       | vídeo |
| Ruy Castro              | 7 de fevereiro  | Vera Magalhães | Escritor e jornalista brasileiro | vídeo |
| Mayana Zatz             | 31 de janeiro   | Vera Magalhães | Geneticista e bióloga molecular brasileira                                                                                            | vídeo |
| Lucas Di Grassi         | 24 de janeiro   | Vera Magalhães | Piloto brasileiro de Fórmula E, ativista na defesa do meio ambiente.                                                                  | vídeo |
| Érick Jacquin           | 17 de janeiro   | Vera Magalhães | chef de cozinha franco-brasileiro | vídeo |
| Niall Ferguson          | 10 de janeiro   | Vera Magalhães | Historiador e pesquisador escocês | vídeo |
| Wagner Moura            | 3 de janeiro    | Vera Magalhães | Ator e diretor de cinema brasileiro                                                                                                   | vídeo |

## 2021
| Entrevistado/Tema                                 | Data            | Mediador       | Observações | Link  |
| ------------------------------------------------- | --------------- | -------------- | --- | ----- |
| Chimamanda Ngozi Adichie                          | 27 de dezembro  | Vera Magalhães | Escritora feminista nigeriana Reapresentação da entrevista exibida em 14 de junho | vídeo |
| Caetano Veloso                                    | 20 de dezembro  | Vera Magalhães | Cantor e compositor brasileiro fala sobre seu mais recente trabalho, o álbum Meu Coco | vídeo |
| Felipe Salto                                      | 13 de dezembro  | Vera Magalhães | Economista brasileiro, diretor da Instituição Fiscal Independente, do Senado, fala sobre o rombo nas contas do governo, que deve exceder o teto de gastos em mais de R$ 90 bilhões em 2021.                                                | vídeo |
| Wilson Ferreira Júnior                            | 6 de dezembro   | Vera Magalhães | Administrador brasileiro, presidente da Vibra Energia, empresa criada a partir da privatização da BR Distribuidora. | vídeo |
| Txai Suruí Almir Suruí                            | 29 de novembro  | Vera Magalhães | Lideranças indígenas brasileiras. Em 2021, Txai foi a primeira indígena a discursar em uma Conferência do Clima da ONU. | vídeo |
| Anielle Franco                                    | 22 de novembro  | Vera Magalhães | Ativista brasileira, irmã de Marielle Franco | vídeo |
| Zezé Motta                                        | 15 de novembro  | Vera Magalhães | Atriz, cantora e apresentadora brasileira | vídeo |
| Marcelo Ramos                                     | 8 de novembro   | Vera Magalhães | Político brasileiro, vice-presidente da Câmara dos Deputados | vídeo |
| Wagner Moura                                      | 1 de novembro   | Vera Magalhães | Ator e diretor de cinema brasileiro fala sobre política brasileira e seu novo filme, Marighella | vídeo |
| Mary Robinson                                     | 25 de outubro   | Vera Magalhães | Advogada irlandesa, militante em defesa dos recursos naturais e presidente da Irlanda na década de 1990, sendo a primeira mulher a assumir o cargo em seu país                                                                             | vídeo |
| Alessandro Vieira Fabiano Contarato               | 18 de outubro   | Vera Magalhães | Políticos brasileiros, senadores integrantes da CPI da COVID-19 | vídeo |
| Renata Gil                                        | 11 de outubro   | Vera Magalhães | Magistrada brasileira, presidente da Associação dos Magistrados Brasileiros | vídeo |
| Sue Ann Costa Clemens                             | 4 de outubro    | Vera Magalhães | Médica e pesquisadora brasileira, professora em Oxford, coordenou os testes da vacina Oxford/AstraZeneca no Brasil, recebendo em 2021 um título honorífico da Ordem do Império Britânico por serviços prestados à Ciência e Saúde Pública. | vídeo |
| Michel Temer                                      | 27 de setembro  | Vera Magalhães | Advogado e político brasileiro, ex-presidente da República | vídeo |
| Guel Arraes Jorge Furtado                         | 20 de setembro  | Vera Magalhães | Diretores e roteiristas de televisão e cinema brasileiros | vídeo |
| Carlos Ayres Britto                               | 13 de setembro  | Vera Magalhães | Magistrado brasileiro, ex-ministro do Supremo Tribunal Federal | vídeo |
| Conceição Evaristo                                | 6 de setembro   | Vera Magalhães | Escritora, poetisa e ensaísta brasileira | vídeo |
| Marcello Brito                                    | 30 de agosto    | Vera Magalhães | Empresário brasileiro, presidente da Associação Brasileira do Agronegócio | vídeo |
| João Doria                                        | 23 de agosto    | Vera Magalhães | Político brasileiro, governador de São Paulo | vídeo |
| Martinho da Vila                                  | 16 de agosto    | Vera Magalhães | Cantor, compositor e escritor brasileiro | vídeo |
| Renan Calheiros                                   | 9 de agosto     | Vera Magalhães | Político brasileiro, senador e relator da CPI da COVID-19 | vídeo |
| Gabriela Manssur                                  | 2 de agosto     | Vera Magalhães | Promotora de Justiça brasileira e especialista em violência contra a mulher | vídeo |
| Ricardo Nunes                                     | 26 de julho     | Vera Magalhães | Político brasileiro, prefeito de São Paulo | vídeo |
| Laurentino Gomes                                  | 19 de julho     | Vera Magalhães | Escritor e jornalista brasileiro | vídeo |
| Luis Miranda                                      | 12 de julho     | Vera Magalhães | Deputado federal brasileiro | vídeo |
| Manuel Alceu Affonso Ferreira                     | 5 de julho      | Vera Magalhães | Advogado brasileiro, especialista em Direito da Imprensa | vídeo |
| André Lara Resende                                | 28 de junho     | Vera Magalhães | Economista brasileiro, ex-presidente do BNDES e um dos formuladores do Plano Real | vídeo |
| Marco Aurélio Mello                               | 21 de junho     | Vera Magalhães | Magistrado brasileiro, ministro do Supremo Tribunal Federal | vídeo |
| Chimamanda Ngozi Adichie                          | 14 de junho     | Vera Magalhães | Escritora feminista nigeriana | vídeo |
| Alexandre Saraiva                                 | 7 de junho      | Vera Magalhães | Ex-superintendente da Polícia Federal. Denunciou o ministro do Meio Ambiente, Ricardo Salles de facilitar a atuação de madeireiros ilegais na Amazônia.                                                                                    | vídeo |
| Randolfe Rodrigues                                | 31 de maio      | Vera Magalhães | Político brasileiro, senador e vice-presidente da CPI da COVID-19 | vídeo |
| João Paulo Ferreira                               | 24 de maio      | Vera Magalhães | Empresário brasileiro, CEO global da empresa de cosméticos Natura | vídeo |
| Jurema Werneck                                    | 17 de maio      | Vera Magalhães | Ativista brasileira, diretora-executiva da organização Anistia internacional no Brasil | vídeo |
| Fernando Bezerra Coelho                           | 10 de maio      | Vera Magalhães | Político brasileiro, líder do governo no Senado | vídeo |
| Omar Aziz                                         | 3 de maio       | Vera Magalhães | Político brasileiro, senador pelo Amazonas, eleito para presidir a CPI da COVID-19, instalada em 27 de abril de 2021 | vídeo |
| Samantha Power                                    | 26 de abril     | Vera Magalhães | Diplomata e escritora norte-americana, ex-embaixadora dos Estados Unidos na ONU, ganhadora do prêmio Pulitzer em 2003 | vídeo |
| Ailton Krenak                                     | 19 de abril     | Vera Magalhães | Líder indígena, ambientalista e escritor brasileiro | vídeo |
| Odilo Scherer                                     | 12 de abril     | Vera Magalhães | Religioso brasileiro, cardeal-arcebispo de São Paulo | vídeo |
| Kátia Abreu                                       | 5 de abril      | Vera Magalhães | Política brasileira, senadora pelo estado do Tocantins | vídeo |
| Edu Lyra                                          | 29 de março     | Vera Magalhães | Empreendedor social brasileiro | vídeo |
| Gustavo Franco                                    | 22 de março     | Vera Magalhães | Economista brasileiro, ex-presidente do Banco Central | vídeo |
| Pedro Hallal, Carla Domingues e Cristiana Toscano | 15 de março     | Vera Magalhães | Especial sobre vacinação no âmbito da pandemia de COVID-19 com Epidemiologistas e infectologista brasileiros | vídeo |
| Taís Araújo                                       | 8 de março      | Vera Magalhães | Atriz brasileira. Especial do Dia Internacional da Mulher | vídeo |
| Rodrigo Pacheco                                   | 1 de março      | Vera Magalhães | Advogado e político brasileiro, presidente do Senado | vídeo |
| Teresa Cristina                                   | 22 de fevereiro | Vera Magalhães | Cantora brasileira, ganhadora do Prêmio APCA de Artista do Ano em 2020. | vídeo |
| Itamar Vieira Junior                              | 15 de fevereiro | Vera Magalhães | Escritor brasileiro, cuja obra Torto Arado ganhou o Prêmio Jabuti em 2020. | vídeo |
| Rossieli Soares                                   | 8 de fevereiro  | Vera Magalhães | Advogado e político brasileiro, Secretário da Educação do Estado de São Paulo | vídeo |
| Erika Hilton                                      | 1 de fevereiro  | Vera Magalhães | Ativista brasileira, vereadora por São Paulo, primeira transgênero a ocupar o cargo. | vídeo |
| Baleia Rossi                                      | 25 de janeiro   | Vera Magalhães | Político brasileiro, deputado federal candidato à presidência da Câmara dos Deputados | vídeo |
| Lucas Mendes, Caio Blinder e Diogo Mainardi       | 18 de janeiro   | Vera Magalhães | Jornalistas brasileiros, apresentadores do programa Manhattan Connection | vídeo |
| Ilona Szabó                                       | 11 de janeiro   | Vera Magalhães | Cientista política brasileira | vídeo |
| David Quammen                                     | 4 de janeiro    | Vera Magalhães | Jornalista, divulgador científico e escritor norte-americano | vídeo |

## 2020
| Entrevistado/Tema                          | Data            | Mediador       | Observações | Link  |
| ------------------------------------------ | --------------- | -------------- | --- | ----- |
| Felipe Neto                                | 28 de dezembro  | Vera Magalhães | Reapresentação do programa de 18 de maio | vídeo |
| Fábio Porchat                              | 21 de dezembro  | Vera Magalhães | Ator, produtor e apresentador brasileiro | vídeo |
| Vacinas                                    | 14 de dezembro  | Vera Magalhães | Edição especial com a participação de especialistas respondendo a perguntas sobre o tema                                                             | vídeo |
| Jennifer Morgan                            | 7 de dezembro   | Vera Magalhães | Executiva norte-americana, ex-CEO da SAP SE, diretora executiva do Greenpeace                                                                        | vídeo |
| Alexandre Kalil                            | 30 de novembro  | Vera Magalhães | Político brasileiro, prefeito de Belo Horizonte | vídeo |
| Bruno Covas Guilherme Boulos               | 23 de novembro  | Vera Magalhães | Edição especial com os dois políticos que foram ao segundo turno na eleição municipal de São Paulo em 2020                                           | vídeo |
| Preto Zezé                                 | 16 de novembro  | Vera Magalhães | Produtor artístico, presidente da Central Única das Favelas                                                                                          | vídeo |
| Djamila Ribeiro                            | 9 de novembro   | Vera Magalhães | Escritora e filósofa brasileira, com obras sobre o feminismo negro                                                                                   | vídeo |
| Nélida Piñon                               | 2 de novembro   | Vera Magalhães | Ecritora brasileira, primeira mulher a presidir a Academia Brasileira de Letras                                                                      | vídeo |
| João Santana                               | 26 de outubro   | Vera Magalhães | Publicitário brasileiro, condenado em 2017 no âmbito da Operação Lava Jato por lavagem de dinheiro, em esquema de corrupção na Petrobras.            | vídeo |
| Cristina Junqueira                         | 19 de outubro   | Vera Magalhães | Engenheira e empresária brasileira, co-fundadora do banco digital Nubank                                                                             | vídeo |
| Luiz Henrique Mandetta                     | 12 de outubro   | Vera Magalhães | Médico e político brasileiro, ministro da Saúde no governo de Jair Bolsonaro                                                                         | vídeo |
| Luiza Trajano                              | 5 de outubro    | Vera Magalhães | Empresária brasileira, dona da rede de lojas Magazine Luiza                                                                                          | vídeo |
| Fernando Henrique Cardoso                  | 28 de setembro  | Vera Magalhães | Político e sociólogo brasileiro, ex-presidente da República Edição comemorativa dos 34 anos de programa, com a bancada formada por ex-apresentadores | vídeo |
| Ana Maria Braga                            | 21 de setembro  | Vera Magalhães | Jornalista e apresentadora de televisão brasileira                                                                                                   | vídeo |
| José Bonifácio de Oliveira Sobrinho (Boni) | 14 de setembro  | Vera Magalhães | Empresário e diretor de televisão brasileiro | vídeo |
| Lilia Schwarcz                             | 7 de setembro   | Vera Magalhães | Historiadora e antropóloga brasileira | vídeo |
| Serginho Groisman                          | 31 de agosto    | Vera Magalhães | Jornalista e apresentador de televisão brasileiro | vídeo |
| Siddhartha Mukherjee                       | 24 de agosto    | Vera Magalhães | Físico, biólogo e pesquisador em oncologia indiano-americano                                                                                         | vídeo |
| Marcelo Adnet                              | 17 de agosto    | Vera Magalhães | Ator, comediante e imitador brasileiro | vídeo |
| Patrícia Ellen                             | 10 de agosto    | Vera Magalhães | Secretária de Desenvolvimento Econômico do estado de São Paulo e coordenadora do gabinete estadual de enfrentamento à pandemia de COVID-19           | vídeo |
| Rodrigo Maia                               | 3 de agosto     | Vera Magalhães | Político brasileiro, deputado federal e presidente da Câmara dos Deputados                                                                           | vídeo |
| Emicida                                    | 27 de julho     | Vera Magalhães | Cantor e compositor brasileiro | vídeo |
| Eduardo Leite                              | 20 de julho     | Vera Magalhães | Político brasileiro, governador do Rio Grande do Sul                                                                                                 | vídeo |
| Branko Milanović                           | 13 de julho     | Vera Magalhães | Economista sérvio-americano, liderou o departamento de pesquisa do Banco Mundial.                                                                    | vídeo |
| Fernando Haddad                            | 6 de julho      | Vera Magalhães | Professor e político brasileiro, ex-prefeito de São Paulo e ex-ministro da Educação do Brasil                                                        | vídeo |
| Natalia Pasternak                          | 29 de junho     | Vera Magalhães | Microbiologista e pesquisadora brasileira | vídeo |
| Silvio Luiz de Almeida                     | 22 de junho     | Vera Magalhães | Jurista e professor brasileiro, presidente do Instituto Luiz Gama                                                                                    | vídeo |
| Luís Roberto Barroso                       | 15 de junho     | Vera Magalhães | Magistrado brasileiro, presidente do Tribunal Superior Eleitoral e ministro do Supremo Tribunal Federal                                              | vídeo |
| Camilo Santana                             | 8 de junho      | Vera Magalhães | Político brasileiro, governador do Ceará | vídeo |
| Lobão                                      | 1 de junho      | Vera Magalhães | Músico e escritor brasileiro | vídeo |
| Celso Lafer                                | 25 de maio      | Vera Magalhães | Jurista brasileiro, ministro das Relações Exteriores nos governos Fernando Collor e Fernando Henrique Cardoso                                        | vídeo |
| Felipe Neto                                | 18 de maio      | Vera Magalhães | YouTuber e empresário brasileiro | vídeo |
| Dias Toffoli                               | 11 de maio      | Vera Magalhães | Jurista brasileiro, ministro e presidente do Supremo Tribunal Federal                                                                                | vídeo |
| Wilson Witzel                              | 4 de maio       | Vera Magalhães | Governador do Rio de Janeiro | vídeo |
| Sebastião Salgado                          | 27 de abril     | Vera Magalhães | Fotojornalista brasileiro | vídeo |
| Monica de Bolle                            | 20 de abril     | Vera Magalhães | Economista brasileira, diretora do Programa de Estudos latino-americanos da Universidade Johns Hopkins                                               | vídeo |
| Priscila Cruz                              | 13 de abril     | Vera Magalhães | Administradora brasileira, cofundadora e presidente da organização Todos pela Educação                                                               | vídeo |
| Ronaldo Caiado                             | 6 de abril      | Vera Magalhães | Político brasileiro, governador de Goiás | vídeo |
| Atila Iamarino                             | 30 de março     | Vera Magalhães | Biólogo e pesquisador brasileiro, especializado em virologia                                                                                         | vídeo |
| Armínio Fraga                              | 23 de março     | Vera Magalhães | Economista brasileiro, ex-presidente do Banco Central do Brasil                                                                                      | vídeo |
| Ciro Gomes                                 | 16 de março     | Vera Magalhães | Político brasileiro, ex-ministro da Fazenda e ex-governador do Ceará                                                                                 | vídeo |
| Simone Tebet                               | 9 de março      | Vera Magalhães | Senadora brasileira pelo estado do Mato Grosso do Sul                                                                                                | vídeo |
| Gustavo Bebianno                           | 2 de março      | Vera Magalhães | Político brasileiro, ex-presidente nacional do Partido Social Liberal e ex-ministro da Secretaria-Geral da Presidência da República                  | vídeo |
| Nei Lopes                                  | 24 de fevereiro | Vera Magalhães | Músico brasileiro | vídeo |
| Felipe Rigoni                              | 17 de fevereiro | Vera Magalhães | Deputado federal pelo estado do Espírito Santo | vídeo |
| Drauzio Varella                            | 10 de fevereiro | Vera Magalhães | Oncologista e pesquisador brasileiro fala sobre a Saúde no país e como enfrentar novas epidemias como a do coronavírus                               | vídeo |
| Fernando Meirelles                         | 3 de fevereiro  | Vera Magalhães | Cineasta brasileiro fala sobre seus trabalhos, entre eles, o mais recente, como diretor do filme Dois Papas.                                         | vídeo |
| Bruno Covas                                | 27 de janeiro   | Vera Magalhães | Prefeito de São Paulo pelo PSDB, fala sobre sua administração e luta contra o câncer                                                                 | vídeo |
| Sergio Moro                                | 20 de janeiro   | Vera Magalhães | Ex-juiz responsável pela Operação Lava Jato e ministro da Justiça no governo Jair Bolsonaro                                                          | vídeo |
| Costanza Pascolato                         | 13 de janeiro   | Daniela Lima   | Empresária de moda | vídeo |
| Sidarta Ribeiro                            | 6 de janeiro    | Daniela Lima   | Neurocientista brasileiro, fundador do Instituto do Cérebro da UFRN                                                                                  | vídeo |

## 2019
| Entrevistado/Tema | Data            | Mediador                         | Observações | Link                                           |
| --- | --------------- | -------------------------------- | --- | ---------------------------------------------- |
| Laurentino Gomes | 30 de dezembro  | Daniela Lima                     | Reapresentação da entrevista de 25 de novembro | vídeo                                          |
| Yuval Harari | 23 de dezembro  | Daniela Lima                     | Reapresentação da entrevista de 11 de novembro | vídeo                                          |
| Leandro Karnal Mário Sergio Cortella Luiz Felipe Pondé                                                                                                | 16 de dezembro  | Daniela Lima                     | Os três pensadores brasileiros falam sobre as emoções e sentimentos humanos, temas do livro de sua autoria Felicidade: Modos de Usar. | vídeo                                          |
| Eugênio Scannavino | 9 de dezembro   | Daniela Lima                     | Médico sanitarista e co-fundador do Projeto Saúde & Alegria, que atua na Amazônia com programas comunitários participativos | vídeo                                          |
| Henrique Meirelles | 2 de dezembro   | Daniela Lima                     | Presidente do Banco Central no governo Lula, ministro da Fazenda no governo Temer e secretário da Fazenda e Planejamento do Estado de São Paulo, no governo Dória | vídeo                                          |
| Laurentino Gomes | 25 de novembro  | Daniela Lima                     | Escritor e jornalista, estudioso da escravidão no Brasil, autor da trilogia Escravidão. O primeiro volume, lançado em 2019, abrange os primeiros 250 anos do período escravagista no Brasil, desde o primeiro leilão de cativos africanos em Portugal até a morte de Zumbi dos Palmares. | vídeo                                          |
| Rogério Marinho | 18 de novembro  | Daniela Lima                     | Deputado federal, secretário especial da Previdência Social e um dos articuladores da reforma da Previdência aprovada pelo Congresso em 2019. | vídeo                                          |
| Yuval Harari | 11 de novembro  | Daniela Lima                     | Historiador e filósofo israelense, considerado um dos grandes pensadores do século XXI. | vídeo                                          |
| Janaína Paschoal | 4 de novembro   | Daniela Lima                     | Advogada, atuou na acusação no impeachment de Dilma Rousseff em 2016. Nas eleições de 2018, foi a deputada estadual mais votada na história do país. | vídeo                                          |
| Carlos Nobre | 28 de outubro   | Daniela Lima                     | Climatologista brasileiro, foi um dos autores do Quarto Relatório sobre Mudanças Climáticas, cuja equipe recebeu o Nobel da Paz em 2007. Foi conferencista no Sínodo para Amazônia em outubro de 2019.                                                                                   | vídeo                                          |
| Joice Hasselmann | 21 de outubro   | Daniela Lima                     | Deputada federal e ex-líder do governo Bolsonaro no Congresso | vídeo                                          |
| Tabata Amaral | 14 de outubro   | Daniela Lima                     | Ativista política e Deputada Federal por São Paulo, pelo PDT. | vídeo                                          |
| Gilmar Mendes | 7 de outubro    | Daniela Lima                     | Ministro do Supremo Tribunal Federal | vídeo                                          |
| Jefferson Rueda | 30 de setembro  | Daniela Lima                     | Chef e empresário do ramo gastronômico, ganhador de uma estrela do Guia Michelin em 2019 | vídeo                                          |
| Flávio Dino | 23 de setembro  | Daniela Lima                     | ex-Deputado Federal e governador reeleito do Maranhão | vídeo                                          |
| Michel Temer | 16 de setembro  | Daniela Lima                     | Advogado, ex-deputado federal e ex-presidente da República. | vídeo                                          |
| José Carlos Dias | 9 de setembro   | Daniela Lima                     | Advogado, ex-Ministro da Justiça do Brasil e membro da Comissão Nacional da Verdade | vídeo                                          |
| Glenn Greenwald | 2 de setembro   | Daniela Lima                     | Advogado e jornalista, cofundador do jornal digital The Intercept, que divulgou em junho de 2019, supostas mensagens entre procuradores da Operação Lava Jato e o então juiz Sergio Moro.                                                                                                | vídeo                                          |
| Ricardo Salles | 26 de agosto    | Daniela Lima                     | Ministro do Meio Ambiente no governo Jair Bolsonaro fala sobre as polêmicas de sua pasta envolvendo questões ambientais no Brasil. | vídeo                                          |
| Alexandre Frota | 19 de agosto    | Daniela Lima                     | Deputado federal, expulso do PSL por ter deixado de apoiar o governo Jair Bolsonaro, com críticas ao presidente, seus filhos e apoiadores. | vídeo                                          |
| Rodrigo Maia | 12 de agosto    | Daniela Lima                     | Deputado federal, presidente da Câmara dos Deputados em segundo mandato, articulador nas negociações para aprovação da proposta de reforma da Previdência. | vídeo                                          |
| Felipe Santa Cruz | 5 de agosto     | Daniela Lima                     | Presidente da Ordem dos Advogados do Brasil | vídeo                                          |
| O programa apresentou duas entrevistas consecutivas, marcando a despedida do mediador Ricardo Lessa 1. Bernard Appy 2. Carlos Alberto dos Santos Cruz | 29 de julho     | 1. Aldo Quiroga 2. Ricardo Lessa | 1. Bernard Appy, mentor da PEC 45/2019, que cria o Imposto sobre Bens e Serviços (IBS) em substituição aos tributos PIS, Cofins, IPI, ICMS e ISS 2. General Santos Cruz, ex-ministro chefe da Secretaria de Governo, exonerado por decreto do presidente Jair Bolsonaro                  | 1. vídeo (Bernard Appy) 2. vídeo (Santos Cruz) |
| Carlos Ayres Britto | 22 de julho     | Ricardo Lessa                    | Ex-ministro e ex-presidente do Supremo Tribunal Federal fala sobre o momento pelo qual passa a Justiça do país e as decisões polêmicas que afetam as investigações da Operação Lava Jato                                                                                                 | vídeo                                          |
| Edmar Bacha | 15 de julho     | Ricardo Lessa                    | Ex-presidente do BNDES e do IBGE, um dos criadores do Plano Real, fala sobre os 25 anos do plano, sobre controle da inflação e desigualdades no Brasil | vídeo                                          |
| Zuza Homem de Mello | 8 de julho      | Ricardo Lessa                    | Reapresentação da entrevista de 10 de junho de 2019. Produtor musical, escritor, musicólogo e jornalista fala sobre sua experiência em mais de sessenta anos de carreira | vídeo                                          |
| Eduardo Mufarej | 1 de julho      | Ricardo Lessa                    | Fundador do movimento RenovaBR, que seleciona jovens lideranças políticas com o objetivo de renovar o Congresso e que em 2018, elegeu 17 candidatos para Assembleias Legislativas, Câmara Federal e Senado                                                                               | vídeo                                          |
| Larry Rohter | 24 de junho     | Ricardo Lessa                    | Jornalista norte-americano, ex-correspondente no Brasil do jornal The New York Times, fala de seu livro Rondon, uma Biografia, sobre o marechal Rondon | vídeo                                          |
| Tereza Cristina | 17 de junho     | Ricardo Lessa                    | Ministra da Agricultura no governo Jair Bolsonaro | vídeo                                          |
| Zuza Homem de Mello | 10 de junho     | Ricardo Lessa                    | Produtor musical, escritor, musicólogo e jornalista fala sobre sua experiência em mais de sessenta anos de carreira | vídeo                                          |
| Bruno Araújo | 3 de junho      | Ricardo Lessa                    | Presidente nacional do PSDB | vídeo                                          |
| Luiz Henrique Mandetta | 27 de maio      | Ricardo Lessa                    | Ministro da Saúde no governo de Jair Bolsonaro | vídeo                                          |
| Alexandre Tadeu da Costa | 20 de maio      | Ricardo Lessa                    | Fundador da rede Cacau Show fala sobre sua trajetória, estratégias de gestão e projetos sociais. | vídeo                                          |
| Rossieli Soares | 13 de maio      | Ricardo Lessa                    | Secretário de Educação do Estado de São Paulo, no governo de João Doria | vídeo                                          |
| Osmar Terra | 6 de maio       | Ricardo Lessa                    | Ministro da Cidadania do Brasil no governo de Jair Bolsonaro | vídeo                                          |
| Tarcísio de Freitas | 29 de abril     | Ricardo Lessa                    | Ministro da Infraestrutura do Brasil no governo de Jair Bolsonaro | vídeo                                          |
| Paulo Tafner | 22 de abril     | Ricardo Lessa                    | Especialista em previdência social, economista e pesquisador da FIPE fala sobre a reforma da previdência no Brasil | vídeo                                          |
| João Doria | 15 de abril     | Ricardo Lessa                    | Ex-prefeito da cidade de São Paulo e governador do estado de São Paulo | vídeo                                          |
| Delfim Netto | 8 de abril      | Ricardo Lessa                    | Economista, ex-ministro da Fazenda do Brasil, no governo de Costa e Silva | vídeo                                          |
| Mozart Ramos | 1 de abril      | Ricardo Lessa                    | Diretor de Articulação e Inovação do Instituto Ayrton Senna e ex-secretário de Educação de Pernambuco | vídeo                                          |
| Roberto Azevêdo | 25 de março     | Ricardo Lessa                    | Diretor-geral da Organização Mundial do Comércio e ex-chefe do Departamento de Economia do Itamaraty | vídeo                                          |
| Davi Alcolumbre | 18 de março     | Ricardo Lessa                    | Presidente do Senado, senador do Amapá fala sobre a Reforma da Previdência, a tramitar no Congresso. | vídeo                                          |
| Mulheres no Brasil | 11 de março     | Ricardo Lessa                    | Seis mulheres debatem sobre igualdade de gênero, proteção contra a violência e outros temas relacionados às mulheres. | vídeo                                          |
| Mark Lilla | 6 de março      | Ricardo Lessa                    | Cientista político e historiador. Programa exibido excepcionalmente na quarta-feira, devido à programação de carnaval | vídeo                                          |
| Danilo Miranda | 25 de fevereiro | Ricardo Lessa                    | Diretor do SESC-SP fala sobre os serviços sociais do chamado Sistema S, cujos repasses vindos da contribuição sobre a folha de pagamento das empresas, a equipe econômica do governo Bolsonaro pretende reduzir.                                                                         | vídeo                                          |
| Projeto de Lei Anticrime | 18 de fevereiro | Ricardo Lessa                    | Debate sobre o Projeto de Lei Anticrime, proposto no início de fevereiro de 2019 pelo ministro da Justiça, Sergio Moro | vídeo                                          |
| Ricardo Salles | 11 de fevereiro | Ricardo Lessa                    | Ministro do Meio Ambiente fala sobre o aquecimento global, preservação dos recursos naturais e medidas para evitar desastres ambientais. | vídeo                                          |
| Reforma da Previdência, importância e reflexos na economia                                                                                            | 4 de fevereiro  | Ricardo Lessa                    | Debate sobre a importância da reforma previdenciária no Brasil e os reflexos na economia do país. | vídeo                                          |
| Bruno Covas | 28 de janeiro   | Ricardo Lessa                    | Prefeito de São Paulo fala sobre os principais desafios na sua carreira política e como prefeito da cidade mais populosa das Américas. | vídeo                                          |
| Silvio Meira | 21 de janeiro   | Ricardo Lessa                    | Cientista e professor graduado em engenharia eletrônica pelo ITA, um dos criadores do projeto Porto Digital, fala sobre proteção de dados de usuários na internet. | vídeo                                          |
| Alexandre Kalache | 14 de janeiro   | Ricardo Lessa                    | Médico gerontólogo, fala sobre o envelhecimento humano com mais qualidade de vida, as necessidades e dificuldades dos idosos no Brasil | vídeo                                          |
| James Green | 7 de janeiro    | Ricardo Lessa                    | Historiador, escritor e estudioso do período da ditadura militar no Brasil | vídeo                                          |

## 2018
| Entrevistado/Tema                                                                               | Data                                                             | Mediador      | Observações | Link   |
| ----------------------------------------------------------------------------------------------- | ---------------------------------------------------------------- | ------------- | --- | ------ |
|                                                                                                 | 31 de dezembro                                                   |               | Não houve o programa, devido à apresentação da Retrospectiva 2018 | [ 70 ] |
| 24 de dezembro                                                                                  | Não houve o programa, devido à apresentação do Especial de Natal | [ 71 ]        | |        |
| Sérgio Sá Leitão                                                                                | 17 de dezembro                                                   | Ricardo Lessa | Ministro da Cultura, convidado para assumir o cargo de Secretário da Cultura de São Paulo fala sobre sua gestão como ministro e planos para o novo cargo | vídeo  |
| Elie Horn                                                                                       | 10 de dezembro                                                   | Ricardo Lessa | Empresário do setor imobiliário, fundador da construtora Cyrela Brazil Realty e único brasileiro a participar da organização filantrópica The Giving Pledge, fala sobre as expectativas quanto ao governo de Jair Bolsonaro. | vídeo  |
| Mara Gabrilli Major Olímpio                                                                     | 3 de dezembro                                                    | Ricardo Lessa | Em entrevistas separadas, os dois senadores eleitos por São Paulo nas eleições de 2018, falam sobre os desafios, expectativas e propostas para a sua legislatura no Congresso. | vídeo  |
| Maria da Penha                                                                                  | 26 de novembro                                                   | Ricardo Lessa | Em homenagem ao Dia Internacional de Combate à Violência Contra a Mulher, celebrado em 25 de novembro, a protagonista de um caso de violência doméstica em 1983, que dá nome à Lei Maria da Penha, fala sobre seu ativismo e apoio às vítimas.                                                                                              | vídeo  |
| Ismael Ivo                                                                                      | 19 de novembro                                                   | Ricardo Lessa | Bailarino e diretor do Balé da Cidade de São Paulo, primeiro negro a ocupar o cargo. | vídeo  |
| Ai Weiwei                                                                                       | 12 de novembro                                                   | Ricardo Lessa | Artista plástico e ativista chinês, crítico dos governos autoritários, fala sobre a repressão no seu país e a busca pela liberdade de expressão que influencia a sua arte | vídeo  |
| Eduardo Guardia                                                                                 | 5 de novembro                                                    | Ricardo Lessa | Ministro da Fazenda do Brasil fala sobre a situação econômica do país e os desafios para o presidente eleito Jair Bolsonaro | vídeo  |
| Eleições 2018: Resultados e perspectivas                                                        | 29 de outubro                                                    | Ricardo Lessa | Entrevista com o filósofo José Arthur Giannotti, repercutindo os resultados finais das eleições de 2018, perspectivas e desafios para o próximo governo. | vídeo  |
| Eleições 2018: Entrevistas com os candidatos à presidência do Brasil (segundo turno)            | 22 de outubro                                                    | Ricardo Lessa | Edição especial do programa. Entrevista com Fernando Haddad, candidato à presidência do Brasil no segundo turno da eleição presidencial brasileira de 2018. | vídeo  |
| Eleições 2018: Entrevistas com os candidatos ao governo de São Paulo que foram ao segundo turno | 15 de outubro                                                    | Ricardo Lessa | Edição especial do programa. Entrevistas separadas com Márcio França e João Dória, candidatos ao governo de São Paulo no segundo turno das eleições de 2018. Cada candidato responde às perguntas por uma hora, com comentários dos convidados depois de cada entrevista                                                                    | vídeo  |
| Eleições 2018: Análise dos resultados do primeiro turno                                         | 8 de outubro                                                     | Ricardo Lessa | Cientistas políticos e jornalistas analisam os resultados da votação no primeiro turno e as perspectivas para o segundo turno das eleições brasileiras de 2018. | vídeo  |
| Edição especial: Relações Internacionais e Comércio Exterior                                    | 3 de outubro                                                     | Ricardo Lessa | Debate sobre assuntos relacionados ao Comércio Exterior e Relações Internacionais, como as questões dos refugiados venezuelanos, Mercosul, globalização e protecionismo comercial. Os especialistas analisam também as relações com os Estados Unidos no primeiro governo de Trump e relações comerciais do Brasil com os países asiáticos. | vídeo  |
| Desafios 2018 – Candidatos à vice-presidência                                                   | 1 de outubro                                                     | Ricardo Lessa | Debate entre os candidatos a vice-presidência da República dos cinco partidos mais bem situados nas pesquisas eleitorais para as eleições de 2018. | vídeo  |
| Desafios 2018 – Educação                                                                        | 24 de setembro                                                   | Ricardo Lessa | Segundo debate sobre a Educação no Brasil, trazendo temas como o movimento Escola sem Partido e a discussão de propostas como a do pagamento de mensalidade em universidades públicas por alunos com melhor condição financeira. | vídeo  |
| Desafios 2018 – Economia                                                                        | 17 de setembro                                                   | Ricardo Lessa | Debate sobre assuntos relacionados à economia brasileira, propostas para a retomada do crescimento econômico, investimentos, projetos e geração de empregos. | vídeo  |
| Desafios 2018 – Infraestrutura                                                                  | 10 de setembro                                                   | Ricardo Lessa | Debate sobre a situação atual da infraestrutura do Brasil, com propostas para rodovias, ferrovias, sistema portuário e geração/distribuição de energia. | vídeo  |
| Desafios 2018 – Segurança                                                                       | 3 de setembro                                                    | Ricardo Lessa | Debate sobre os desafios enfrentados pelo país no que se refere a segurança e defesa, aumento dos índices de violência e propostas para combater o crime organizado. | vídeo  |
| Desafios 2018 – Saúde                                                                           | 27 de agosto                                                     | Ricardo Lessa | Debate sobre a Saúde no Brasil, propostas para melhorar a gestão dos recursos financeiros e o atendimento no setor público. | vídeo  |
| Desafios 2018 – Educação                                                                        | 20 de agosto                                                     | Ricardo Lessa | Debate sobre os problemas da Educação no Brasil, como o baixo rendimento, evasão escolar, e discutindo propostas para o ensino, como a implantação da Base Nacional Comum Curricular e modelos para o ensino médio. | vídeo  |
| Desafios 2018 – Eleições                                                                        | 13 de agosto                                                     | Ricardo Lessa | Debate sobre o cenário eleitoral e perspectivas para as eleições brasileiras em 2018 | vídeo  |
| Ziraldo                                                                                         | 6 de agosto                                                      | Ricardo Lessa | Cartunista e jornalista | vídeo  |
| Jair Bolsonaro                                                                                  | 30 de julho                                                      | Ricardo Lessa | Série com os pré-candidatos à Presidência da República | vídeo  |
| Geraldo Alckmin                                                                                 | 23 de julho                                                      | Ricardo Lessa | Série com os pré-candidatos à Presidência da República | vídeo  |
| Márcio França                                                                                   | 16 de julho                                                      | Ricardo Lessa | Série com os pré-candidatos ao Governo de São Paulo | vídeo  |
| Guilherme Afif Domingos                                                                         | 9 de julho                                                       | Ricardo Lessa | Série com os pré-candidatos à Presidência da República | vídeo  |
| Luiz Marinho                                                                                    | 4 de julho                                                       | Ricardo Lessa | Edição extra do programa. Série com os pré-candidatos ao Governo de São Paulo | vídeo  |
| STF em pauta                                                                                    | 2 de julho                                                       | Ricardo Lessa | Debate sobre o protagonismo do STF no cenário político brasileiro | vídeo  |
| Manuela d'Ávila                                                                                 | 25 de junho                                                      | Ricardo Lessa | Série com os pré-candidatos à Presidência da República | vídeo  |
| Ozires Silva                                                                                    | 18 de junho                                                      | Ricardo Lessa | Cofundador e ex-presidente da Embraer, da Petrobras e ex-ministro da Infra-Estrutura e das Comunicações, fala sobre sua carreira | vídeo  |
| Henrique Meirelles                                                                              | 11 de junho                                                      | Ricardo Lessa | Série com os pré-candidatos à Presidência da República | vídeo  |
| Álvaro Dias                                                                                     | 4 de junho                                                       | Ricardo Lessa | Série com os pré-candidatos à Presidência da República | vídeo  |
| Ciro Gomes                                                                                      | 28 de maio                                                       | Ricardo Lessa | Série com os pré-candidatos à Presidência da República | vídeo  |
| João Amoêdo                                                                                     | 21 de maio                                                       | Ricardo Lessa | Série com os pré-candidatos à Presidência da República | vídeo  |
| Raul Jungmann                                                                                   | 14 de maio                                                       | Ricardo Lessa | Ministro da Segurança Pública, fala dobre a intervenção federal no Rio de Janeiro e a escalada da violência e criminalidade no Brasil | vídeo  |
| Guilherme Boulos                                                                                | 7 de maio                                                        | Ricardo Lessa | Série com os pré-candidatos à Presidência da República | vídeo  |
| Marina Silva                                                                                    | 30 de abril                                                      | Ricardo Lessa | Série com os pré-candidatos à Presidência da República | vídeo  |
| Zuenir Ventura                                                                                  | 23 de abril                                                      | Ricardo Lessa | Autor de 1968: o Ano Que não Terminou, fala sobre sua obra, cinquenta anos depois dos fatos relatados no livro | vídeo  |
| Celso Athayde                                                                                   | 16 de abril                                                      | Ricardo Lessa | Ativista, fundador da Central Única das Favelas do projeto Favela Holding, fala sobre seu trabalho de inclusão social | vídeo  |
| O Peso da Lei                                                                                   | 9 de abril                                                       | Ricardo Lessa | Debate sobre o momento político brasileiro, com a condenação em segunda instância e o pedido de prisão do ex-presidente Lula Estreia de Ricardo Lessa na apresentação do programa | vídeo  |
| Julgamento do habeas corpus do ex-presidente Lula                                               | 4 de abril                                                       | Aldo Quiroga  | Edição extra do programa, trazendo um debate sobre a decisão do STF relativa ao pedido de habeas corpus preventivo do ex-presidente Lula. | vídeo  |
| Fórum Mundial da Água                                                                           | 2 de abril                                                       | Aldo Quiroga  | Debate sobre a utilização sustentável dos recursos hídricos, a crescente demanda por água potável, e outros temas discutidos no 8º Fórum Mundial da Água, realizado em Brasília em março de 2018. | vídeo  |
| Sergio Moro                                                                                     | 26 de março                                                      | Augusto Nunes | Primeira entrevista ao vivo concedida à TV brasileira pelo juiz da Lava Jato, falando sobre a operação e os resultados obtidos Último programa sob o comando de Augusto Nunes | vídeo  |
| Fórum Econômico                                                                                 | 19 de março                                                      | Augusto Nunes | A economia brasileira no cenário internacional, ante as medidas protecionistas impostas pelo governo norte-americano, e outros temas discutidos no Fórum Econômico Internacional, realizado em São Paulo em março de 2018 | vídeo  |
| Mendonça Filho                                                                                  | 12 de março                                                      | Augusto Nunes | Então ministro da Educação, fala sobre o financiamento estudantil (FIES) e outras iniciativas do setor educacional no país. | vídeo  |
| Gilberto Kassab                                                                                 | 5 de março                                                       | Augusto Nunes | Ministro da Ciência, Tecnologia, Inovações e Comunicações fala, entre outros assuntos, sobre programas de inclusão digital. | vídeo  |
| Segurança                                                                                       | 26 de fevereiro                                                  | Augusto Nunes | Especialistas em segurança debatem temas como a escalada da criminalidade e violência no Brasil e a intervenção no Rio de Janeiro | vídeo  |
| Ricardo Barros                                                                                  | 19 de fevereiro                                                  | Augusto Nunes | Ex-ministro da Saúde | vídeo  |
| Jorge Caldeira                                                                                  | 5 de fevereiro                                                   | Augusto Nunes | Historiador, escritor e cientista político fala sobre sua mais recente obra, História da Riqueza no Brasil | vídeo  |
| E agora, Brasil?                                                                                | 29 de janeiro                                                    | Augusto Nunes | Debate sobre a condenação de Lula e os reflexos no processo eleitoral em 2018 | vídeo  |
| Rafael Ansón [es]                                                                               | 22 de janeiro                                                    | Augusto Nunes | Jornalista e empresário espanhol | vídeo  |
| Hélio de la Peña                                                                                | 15 de janeiro                                                    | Augusto Nunes | Compositor, escritor e humorista, o ex-engenheiro discute temas como política, preconceito e humor. | vídeo  |
| Seth Siegel [en]                                                                                | 8 de janeiro                                                     | Andresa Boni  | Escritor e ativista norte-americano, co-fundador do The Beanstalk Group [en] | vídeo  |

## 2017
| Entrevistado/Tema                | Data            | Mediador       | Observações | Link  |
| -------------------------------- | --------------- | -------------- | --- | ----- |
| Emanoel Araújo                   | 18 de dezembro  | Andresa Boni   | Artista plástico, criador e diretor do Museu Afro Brasil | vídeo |
| A questão racial                 | 11 de dezembro  | Augusto Nunes  | Especialistas debatem temas relacionados à questão racial, como preconceito, educação e inserção social | vídeo |
| Reforma da Previdência           | 4 de dezembro   | Augusto Nunes  | Debate sobre a reforma da Previdência | vídeo |
| Gustavo Franco                   | 27 de novembro  | Augusto Nunes  | Ex-presidente do Banco Central fala sobre a atual economia brasileira, perspectivas para 2018, reformas e combate à inflação | vídeo |
| Sérgio Sá Leitão                 | 20 de novembro  | Augusto Nunes  | Ministro da Cultura do Brasil, fala sobre questões ligadas ao Ministério, e sobre as polêmicas relacionadas a limites da liberdade de expressão e censura no setor cultural                                                                         | vídeo |
| Maitê Proença                    | 13 de novembro  | Augusto Nunes  | Atriz e escritora, fala sobre sua carreira, vida pessoal e participação na política | vídeo |
| Ciência e tecnologia             | 5 de novembro   | Augusto Nunes  | Especialistas debatem a importância do setor no desenvolvimento do país, corte de verbas para financiamentos de pesquisas, novos projetos e as perspectivas para o futuro                                                                           | vídeo |
| Luiz Carlos Hauly                | 29 de outubro   | Augusto Nunes  | Deputado Federal, relator da Comissão de Reforma Tributária da Câmara fala sobre sua proposta de modernização, comparada aos sistemas tributários da Europa e Estados Unidos                                                                        | vídeo |
| Gianni Barbacetto [it]           | 23 de outubro   | Augusto Nunes  | Jornalista e escritor italiano, coautor do livro Operação Mãos Limpas, sobre a Operação Mãos Limpas | vídeo |
| Raí                              | 16 de outubro   | Augusto Nunes  | Futebolista brasileiro, um dos criadores da Fundação Gol de Letra e presidente a organização Atletas pelo Brasil | vídeo |
| Rubens Ricupero                  | 9 de outubro    | Augusto Nunes  | Ex-embaixador e ex-ministro da Fazenda fala sobre o momento político e econômico pelo qual passa o país e sobre os reflexos da diplomacia na política brasileira                                                                                    | vídeo |
| Fernando Coelho Filho            | 2 de outubro    | Augusto Nunes  | Então ministro de Minas e Energia fala sobre a privatização da Eletrobras e da venda das hidrelétricas da Cemig | vídeo |
| Flávio Rocha                     | 25 de setembro  | Augusto Nunes  | Empresário e ex-deputado federal, presidente do Grupo Riachuelo, fundador e ex-presidente do Instituto para Desenvolvimento do Varejo, fala sobre a recuperação da economia brasileira, perspectivas e conjuntura política nacional                 | vídeo |
| Fabio Porchat                    | 18 de setembro  | Augusto Nunes  | Ator e humorista, fala sobre sua carreira e a criação do grupo de produção de vídeos Porta dos Fundos | vídeo |
| O Judiciário e a Crise           | 11 de setembro  | Augusto Nunes  | Debate sobre a crise institucional brasileira e as polêmicas ligadas ao protagonismo do Poder Judiciário no cenário político do país | vídeo |
| Privatização                     | 4 de setembro   | Augusto Nunes  | Debate sobre as privatizações no Brasil, depois do anúncio pelo governo federal, de um pacote de privatizações de 57 empresas. | vídeo |
| Bruna Lombardi                   | 28 de agosto    | Augusto Nunes  | A atriz e escritora fala sobre sua carreira e projetos. | vídeo |
| Márcio França                    | 21 de agosto    | Augusto Nunes  | Entrevista com o então vice-governador do estado de São Paulo. | vídeo |
| Reforma Política                 | 14 de agosto    | Augusto Nunes  | Debate sobre a reforma política brasileira, abordando temas como Fundo Partidário, Distritão e limite de permanência no cargo para os ministros dos tribunais superiores.                                                                           | vídeo |
| Pedro Corrêa do Lago             | 7 de agosto     | Augusto Nunes  | Escritor e historiador, fundador da Revista de História da Biblioteca Nacional | vídeo |
| Carlos Eduardo Sobral            | 31 de julho     | Augusto Nunes  | Ex-presidente da Associação Nacional dos Delegados de Polícia Federal | vídeo |
| Luiz Felipe D` Avila             | 24 de julho     | Augusto Nunes  | Cientista político, fala sobre reformas políticas, sistemas de governo e modelos econômicos. | vídeo |
| O Peso da Lei                    | 17 de julho     | Augusto Nunes  | Debate sobre os desdobramentos da crise política brasileira devido às denúncias da Procuradoria-Geral da República contra o presidente Michel Temer e à condenação em primeira instância do ex-presidente Lula.                                     | vídeo |
| Cristovam Buarque                | 10 de julho     | Augusto Nunes  | Senador e ex-governador do Distrito Federal fala sobre o momento político brasileiro | vídeo |
| Mauricio de Sousa                | 3 de julho      | Augusto Nunes  | Cartunista e empresário fala sobre sua trajetória, seus personagens e projetos. | vídeo |
| Rolando Boldrin                  | 26 de junho     | Willian Corrêa | Cantor, ator e apresentador do programa Sr. Brasil fala sobre sua vida e carreira artística voltada para a cultura regional no Brasil. | vídeo |
| Drauzio Varella                  | 18 de junho     | Augusto Nunes  | Médico e escritor fala sobre prevenção de doenças, saúde pública e da disseminação de pontos de uso de drogas, como a cracolândia em São Paulo e outros pontos em cidades brasileiras                                                               | vídeo |
| O Julgamento                     | 12 de junho     | Augusto Nunes  | Debate sobre os temas abordados no julgamento da chapa Dilma-Temer no Tribunal Superior Eleitoral (TSE) | vídeo |
| Samuel Pessôa                    | 5 de junho      | Willian Corrêa | Professor e pesquisador do Instituto Brasileiro de Economia da FGV | vídeo |
| E Agora Brasil?                  | 29 de maio      | Augusto Nunes  | Debate sobre a crise política brasileira e a responsabilidade do Congresso Nacional nesse contexto. | vídeo |
| A Crise                          | 22 de maio      | Augusto Nunes  | Debate sobre as perspectivas políticas e econômicas no Brasil, após a citação do presidente Michel Temer em dois inquéritos do Supremo Tribunal Federal, em abril de 2017.                                                                          | vídeo |
| Augusto Santos Silva             | 15 de maio      | Augusto Nunes  | Sociólogo e político de Portugal, ministro dos Negócios Estrangeiros, fala sobre a política brasileira a partir da perspectiva europeia, das novas tendências nacionalistas e protecionistas mundiais, e do futuro da União Europeia                | vídeo |
| Jorge Forbes                     | 8 de maio       | Augusto Nunes  | Psicanalista, especialista em Jacques Lacan, fundador da Escola Brasileira de Psicanálise e um dos criadores do programa TerraDois da TV Cultura.                                                                                                   | vídeo |
| Reforma Política                 | 1 de maio       | Augusto Nunes  | Debate sobre a reforma política brasileira, discutindo pontos como formas de eleição e de financiamento de campanha, fim das coligações e criação da cláusula de barreira, entre outros.                                                            | vídeo |
| Eduardo Giannetti                | 24 de abril     | Augusto Nunes  | Economista e escritor fala sobre a situação econômica e política brasileira. | vídeo |
| Rogério Marinho                  | 17 de abril     | Augusto Nunes  | Deputado federal pelo Rio Grande do Norte, fala sobre a reforma trabalhista no Brasil em 2017, da qual foi o relator na Câmara dos Deputados. | vídeo |
| João Doria Júnior                | 10 de abril     | Augusto Nunes  | Entrevista com o então prefeito de São Paulo. | vídeo |
| Ethevaldo Siqueira               | 3 de abril      | Augusto Nunes  | Jornalista especializado em tecnologia fala sobre a revolução tecnológica, tendências e impacto nas atividades das pessoas. | vídeo |
| Carlos Maranhão                  | 27 de março     | Augusto Nunes  | Reapresentação da entrevista de 26 de dezembro de 2016. Jornalista e escritor com mais de quarenta anos de trabalho no Grupo Abril, fala sobre seu livro Roberto Civita: O Dono da Banca, finalista do 59.º Prêmio Jabuti em entre outros assuntos. | vídeo |
| Theodore Dalrymple               | 23 de março     | Augusto Nunes  | Reexibição da entrevista de 29 de dezembro de 2016. Psiquiatra e escritor britânico fala sobre sua experiência como médico em prisões, periferias, países africanos, Leste Europeu e América Latina                                                 | vídeo |
| Arthur Maia                      | 20 de março     | Augusto Nunes  | Deputado federal, relator da comissão de reforma da Previdência na Câmara, fala sobre as novas regras propostas para a aposentadoria no Brasil, e outros assuntos.                                                                                  | vídeo |
| Modesto Carvalhosa               | 13 de março     | Augusto Nunes  | Jurista e um dos subscritores da Carta aos Brasileiros (1977), em repúdio à ditadura militar no Brasil, fala sobre reforma política, sem foro privilegiado e fundo partidário, entre outros assuntos.                                               | vídeo |
| David Grossman                   | 9 de março      | Augusto Nunes  | Reexibição da entrevista de 17 de novembro de 2016. Escritor e pacifista israelense fala sobre os conflitos no Oriente Médio, e propostas para a sua resolução.                                                                                     | vídeo |
| Fernando Gabeira                 | 6 de março      | Augusto Nunes  | Jornalista, escritor e ex-deputado federal. | vídeo |
| Almir Pazzianotto                | 27 de fevereiro | Augusto Nunes  | Advogado, escritor, ex-ministro do trabalho no governo de José Sarney e ex-presidente do Tribunal Superior do Trabalho. | vídeo |
| Kenneth Roth [en]                | 23 de fevereiro | Ricardo Ferraz | Ex-presidente e executivo da Human Rights Watch. Reexibição da entrevista de 16 de junho de 2016 | vídeo |
| Eva Wilma                        | 20 de fevereiro | Augusto Nunes  | Atriz e bailarina, com mais de sessenta anos de carreira, ganhadora de vários prêmios na dramaturgia brasileira. | vídeo |
| Contardo Calligaris              | 13 de fevereiro | Augusto Nunes  | Escritor, psicanalista e roteirista nascido na Itália, criador do roteiro da telessérie Psi. | vídeo |
| Alexander Ellis (diplomata) [en] | 9 de fevereiro  | Augusto Nunes  | Ex-embaixador do Reino Unido no Brasil. Reexibição da entrevista de 15 de dezembro de 2016 | vídeo |
| Francisco Rezek                  | 6 de fevereiro  | Augusto Nunes  | Jurista, ex-ministro do Supremo Tribunal Federal, das Relações Exteriores e ex-juiz do Tribunal Internacional de Justiça | vídeo |
| Monica de Bolle                  | 30 de janeiro   | Willian Corrêa | Economista, professora da Universidade Johns Hopkins. Reexibição da entrevista de 24 de outubro de 2016 | vídeo |
| Luís Filipe de Castro Mendes     | 26 de janeiro   | Augusto Nunes  | Diplomata e escritor, ministro da Cultura de Portugal. Reexibição da entrevista de 22 de setembro de 2016 | vídeo |
| Gerald Thomas                    | 23 de janeiro   | Augusto Nunes  | Dramaturgo e diretor de teatro brasileiro, com atuação internacional. | vídeo |
| Marco Antonio Villa              | 16 de janeiro   | Augusto Nunes  | Historiador, sociólogo, comentarista do Jornal da Cultura e da Rádio Jovem Pan, articulista do jornal O Globo e da revista IstoÉ. | vídeo |
| Pascal Boniface [fr]             | 12 de janeiro   | Aldo Quiroga   | Professor do Instituto de Estudos Europeus da Universidade de Paris e do Instituto Francês de Assuntos Internacionais e Estratégicos. Reexibição da entrevista de 5 de maio de 2016.                                                                | vídeo |
| Kaká Werá                        | 9 de janeiro    | Augusto Nunes  | Escritor, ambientalista e professor, de origem indígena, fundador do Instituto Arapoty. | vídeo |
| Cid Benjamin                     | 2 de janeiro    | Augusto Nunes  | Jornalista e escritor, ex-integrante da luta armada contra a ditadura militar no Brasil. | vídeo |

## 2016
| Entrevistado/Tema                                               | Data            | Mediador         | Observações | Link   |
| --------------------------------------------------------------- | --------------- | ---------------- | --- | ------ |
| Theodore Dalrymple                                              | 29 de dezembro  | Augusto Nunes    | Psiquiatra e escritor britânico fala sobre sua experiência como médico em prisões, periferias, países africanos, Leste Europeu e América Latina | vídeo  |
| Carlos Maranhão                                                 | 26 de dezembro  | Augusto Nunes    | Jornalista e escritor, ex-redator das revistas Veja, Placar, Playboy e Veja | vídeo  |
| Pacote de Estímulos a Economia                                  | 19 de dezembro  | William Corrêa   | Debate sobre as medidas de estímulo à economia anunciadas pelo governo Temer | vídeo  |
| Alexander Ellis (diplomata) [en]                                | 15 de dezembro  | Augusto Nunes    | Ex-embaixador do Reino Unido no Brasil | vídeo  |
| Marcelo Caetano                                                 | 12 de dezembro  | Augusto Nunes    | Então Secretário de Previdência Social do Ministério da Fazenda fala sobre a proposta de reforma da Previdência do governo federal | vídeo  |
| Pacote anticorrupção                                            | 5 de dezembro   | Augusto Nunes    | Debate entre o advogado e professor de direito Modesto Carvalhosa e o deputado federal Weverton Rocha sobre as medidas do pacote anticorrupção, aprovadas na Câmara Federal. | vídeo  |
| Fidel Castro                                                    | 1 de dezembro   | Jorge Escosteguy | Reapresentação da entrevista exibida em 19 de março de 1990 | vídeo  |
| Roberto Freire                                                  | 28 de novembro  | Augusto Nunes    | Então ministro da Cultura do Brasil fala sobre as perspectivas de gestão para o seu ministério, e temas como a Lei Rouanet. | vídeo  |
| Onyx Lorenzoni                                                  | 21 de novembro  | Augusto Nunes    | Deputado federal, fala sobre o projeto de lei que trata de medidas contra a corrupção, do qual foi o relator | vídeo  |
| David Grossman                                                  | 17 de novembro  | Augusto Nunes    | Escritor e pacifista israelense fala sobre os conflitos no Oriente Médio, e propostas para a sua resolução. | vídeo  |
| Michel Temer                                                    | 14 de novembro  | Augusto Nunes    | Presidente da República, é entrevistado no Palácio da Alvorada, abordando assuntos como as reformas política e da previdência e mudanças propostas para o ensino médio | vídeo  |
| João Doria Júnior                                               | 7 de novembro   | Augusto Nunes    | Prefeito eleito de São Paulo, fala sobre política e seus planos de administração | vídeo  |
| Kenneth Roth [en]                                               | 3 de novembro   | Ricardo Ferraz   | Ex-presidente e executivo da Human Rights Watch. Reexibição da entrevista de 16 de junho de 2016 | vídeo  |
| Roda Viva Especial - 30 anos Leandro Karnal e Luiz Felipe Pondé | 31 de outubro   | Willian Corrêa   | Karnal e Pondé são entrevistados por youtubers, tendo como tema principal a influência digital no mundo moderno | vídeo  |
| Monica de Bolle                                                 | 24 de outubro   | Willian Corrêa   | Economista, professora da Universidade Johns Hopkins | vídeo  |
| Lilian Tintori                                                  | 20 de outubro   | Augusto Nunes    | Ativista de direitos humanos venezuelana analisa a repressão política e a crise econômica em seu país. Reexibição da entrevista de 18 de junho de 2015 | vídeo  |
| Cármen Lúcia                                                    | 17 de outubro   | Augusto Nunes    | Então presidente do Supremo Tribunal Federal fala sobre Operação Lava Jato, combate à corrupção, Impeachment de Dilma Rousseff e outros assuntos | vídeo  |
| Mendonça Filho                                                  | 10 de outubro   | Augusto Nunes    | Então ministro da Educação fala sobre a proposta de reforma do ensino médio e dos planos do governo para a sua pasta | vídeo  |
| Ingo Plöger                                                     | 6 de outubro    | Augusto Nunes    | Empresário e presidente do Conselho Empresarial da América Latina fala sobre a pauta de exportações do Brasil, acesso aos mercados externos e disputas internas no Mercosul. Reexibição da entrevista de 30 de junho de 2016                                                            | vídeo  |
| Eleições Municipais                                             | 3 de outubro    | Augusto Nunes    | Cinco especialistas analisam os resultados do primeiro turno das eleições municipais de 2016 e as perspectivas para o segundo turno | vídeo  |
| Andrew Parsons                                                  | 26 de setembro  | Augusto Nunes    | Então presidente do Comitê Paralímpico Brasileiro fala sobre os resultados dos Jogos Paralímpicos do Rio 2016 e outros assuntos | vídeo  |
| Luís Filipe de Castro Mendes                                    | 22 de setembro  | Augusto Nunes    | Diplomata e escritor, então ministro da Cultura de Portugal fala sobre a cultura em seu país, o incentivo à produção artística portuguesa e as ligações com a cultura brasileira | vídeo  |
| Mario Sergio Cortella                                           | 19 de setembro  | Willian Corrêa   | Filósofo e escritor, aborda temas como ética, educação, religião e política | vídeo  |
|                                                                 | 12 de setembro  |                  | Não houve o programa, devido à exibição do jogo de basquetebol entre Brasil e Alemanha pelos Jogos Paralímpicos de 2016 | [ 72 ] |
| Aloysio Nunes                                                   | 5 de setembro   | Augusto Nunes    | Senador por São Paulo fala sobre a conjuntura política e econômica do Brasil depois do impeachment de Dilma Rousseff | vídeo  |
| E Agora, Brasil?                                                | 29 de agosto    | Augusto Nunes    | Especial no formato de debate, sobre a conjuntura política e econômica nacional depois do impeachment de Dilma Rousseff | vídeo  |
| José Eduardo Cardozo                                            | 22 de agosto    | Augusto Nunes    | Ex-ministro da Justiça e então advogado-geral da União, defensor de Dilma Rousseff no processo de impeachment, fala sobre o cenário político brasileiro | vídeo  |
| Antonio Anastasia                                               | 15 de agosto    | Augusto Nunes    | Senador por Minas Gerais, relator na comissão especial que analisou o pedido de impeachment de Dilma Rousseff, fala sobre a aprovação do seu relatório recomendando o julgamento da ex-presidente pelo Congresso, e sobre a crise política brasileira                                   | vídeo  |
| Damien Loras                                                    | 11 de agosto    | Augusto Nunes    | Cônsul-geral da França em São Paulo, fala sobre as consequências dos atentados terroristas em seu país, ocorridos no mês anterior em Nice e Saint-Étienne, sobre as relações comerciais e culturais entre Brasil e França e sobre os reflexos da saída do Reino Unido da União Europeia | vídeo  |
| Luiz Felipe Pondé                                               | 8 de agosto     | Augusto Nunes    | Filósofo e escritor fala sobre política, religião, história e redes sociais | vídeo  |
| Dimas Ramalho                                                   | 1 de agosto     | Augusto Nunes    | Político e magistrado, então presidente do Tribunal de Contas do Estado de São Paulo fala sobre o papel da instituição na fiscalização contábil do estado e sobre o combate à corrupção                                                                                                 | vídeo  |
| Saídas para a crise (O Brasil lá fora)                          | 28 de julho     | Augusto Nunes    | Programa temático. Cinco correspondentes internacionais que atuam no Brasil debatem sobre os seus desafios na cobertura jornalística e como a imprensa estrangeira interpreta os assuntos do momento, em especial o Impeachment de Dilma Rousseff                                       | vídeo  |
| Raul Jungmann                                                   | 25 de julho     | Augusto Nunes    | Ministro da Defesa fala sobre a segurança nas Olimpíadas do Rio de Janeiro, vigilância nas fronteiras, controle do espaço aéreo e orçamento | vídeo  |
| Rodrigo Maia                                                    | 18 de julho     | Augusto Nunes    | Recém eleito presidente da Câmara dos Deputados | vídeo  |
| Aguinaldo Silva                                                 | 11 de julho     | Augusto Nunes    | Escritor e dramaturgo fala sobre suas obras e seu recente livro sobre suas experiências como repórter policial | vídeo  |
| Leandro Karnal                                                  | 4 de julho      | Augusto Nunes    | Historiador comenta sobre temas como intolerância e radicalismo nas redes sociais | vídeo  |
| Ingo Plöger                                                     | 30 de junho     | Augusto Nunes    | Empresário e presidente do Conselho Empresarial da América Latina fala sobre a pauta de exportações do Brasil, acesso aos mercados externos e disputas internas no Mercosul | vídeo  |
| Raul Velloso                                                    | 27 de junho     | Augusto Nunes    | Economista, ex-secretário de Assuntos Econômicos do Ministério do Planejamento fala sobre a economia do país e os desafios, erros e acertos do governo interino de Michel Temer | vídeo  |
| Marina Silva                                                    | 20 de junho     | Augusto Nunes    | Ex-senadora fala sobre a crise política brasileira durante o processo de impeachment de Dilma Rousseff | vídeo  |
| Kenneth Roth [en]                                               | 16 de junho     | Ricardo Ferraz   | Ex-presidente e executivo da Human Rights Watch | vídeo  |
| Antonio Lavareda                                                | 13 de junho     | Augusto Nunes    | Cientista político e sociólogo fala sobre o governo interino de Michel Temer e a crise política brasileira ante a indefinição do impeachment de Dilma Rousseff | vídeo  |
| José Serra                                                      | 6 de junho      | Augusto Nunes    | Então Ministro das Relações Exteriores fala sobre política externa, futuro do Mercosul, acordos comerciais e as mudanças na diplomacia brasileira | vídeo  |
| Rubens Ricupero                                                 | 2 de junho      | Augusto Nunes    | Ex-ministro da Fazenda fala sobre a nova política brasileira com o governo interino de Michel Temer. | vídeo  |
| Ricardo Paes de Barros                                          | 30 de maio      | Augusto Nunes    | Economista-chefe do Instituto Ayrton Senna, integrou a Secretaria de Assuntos Estratégicos no governo Dilma Rousseff fala sobre políticas sociais e educação. | vídeo  |
| Desafios do Governo Temer                                       | 23 de maio      | Augusto Nunes    | Programa temático. Depois de dez dias do governo interino de Michel Temer, cinco debatedores discutem as mudanças ministeriais, política externa e as perspectivas para os setores social, educacional e de saúde.                                                                      | vídeo  |
| Lee Sing Kong                                                   | 19 de maio      | Augusto Nunes    | Ex-diretor do Instituto Nacional de Educação de Singapura fala sobre a reforma educacional em seu país, que o levou a conquistar a segunda posição no ranking do Programa Internacional de Avaliação de Alunos (PISA).                                                                  | vídeo  |
| Delcídio do Amaral                                              | 16 de maio      | Augusto Nunes    | Ex-ministro de Minas e Energia e ex-senador fala sobre a Operação Lava Jato e a cassação de seu mandato | vídeo  |
| Júlio Marcelo de Oliveira                                       | 9 de maio       | Augusto Nunes    | Procurador do Ministério Público do Tribunal de Contas da União, fala sobre as fraudes fiscais que denunciou no governo Dilma Rousseff, que culminaram com o impeachment | vídeo  |
| Pascal Boniface [fr]                                            | 5 de maio       | Aldo Quiroga     | Professor do Instituto de Estudos Europeus da Universidade de Paris e do Instituto Francês de Assuntos Internacionais e Estratégicos | vídeo  |
| Armínio Fraga                                                   | 2 de maio       | Augusto Nunes    | Economista, ex-presidente do Banco Central, fala sobre a crise econômica brasileira e as medidas para a recuperação | vídeo  |
| Romero Jucá                                                     | 25 de abril     | Augusto Nunes    | Senador e ex-governador de Roraima fala sobre a crise política brasileira e um possível governo de Michel Temer, caso o senado decidisse pelo impeachment de Dilma Rousseff | vídeo  |
| Gilmar Mendes                                                   | 18 de abril     | Augusto Nunes    | Então ministro do Supremo Tribunal Federal fala sobre a Operação Lava Jato, o processo de impeachment de Dilma Rousseff e a atuação do Judiciário | vídeo  |
| Roberto Jefferson                                               | 11 de abril     | Augusto Nunes    | Ex-deputado federal e presidente de honra do PTB, fala sobre a crise política brasileira, o impeachment de Dilma Rousseff e a Operação Lava Jato. | vídeo  |
| Harvey Pitt [en]                                                | 7 de abril      | Augusto Nunes    | Consultor norte-americano especialista em compliance, ex-presidente da Comissão de Títulos e Câmbio dos Estados Unidos fala sobre escândalos financeiros e processos enfrentados pela Petrobras nos Estados Unidos                                                                      | vídeo  |
| Marco Aurélio Mello                                             | 4 de abril      | Augusto Nunes    | Ministro do Supremo Tribunal Federal fala sobre o processo de impeachment da presidente Dilma Rousseff e a atuação do Judiciário ante o contexto político, partidário e institucional resultante da crise política brasileira                                                           | vídeo  |
| Marcos Lisboa                                                   | 28 de março     | Augusto Nunes    | Economista, presidente do Insper, fala sobre o agravamento da crise econômica brasileira decorrente, entre outros fatores, da crise política, e o que deve ser feito para a retomar o crescimento da economia diante de uma perspectiva de recessão, desemprego e insegurança           | vídeo  |
| Crise Política                                                  | 21 de março     | Augusto Nunes    | Programa temático. Cinco debatedores analisam a crise política brasileira e seus possíveis desdobramentos nas esferas do Judiciário, Legislativo e Executivo | vídeo  |
| Modesto Carvalhosa                                              | 14 de março     | Augusto Nunes    | Jurista brasileiro e um dos subscritores da Carta aos Brasileiros (1977), em repúdio à ditadura militar no Brasil, fala sobre o momento político nacional, Operação Lava Jato e processo de impeachment de Dilma Rousseff                                                               | vídeo  |
| Rubens Barbosa                                                  | 10 de março     | Augusto Nunes    | Embaixador brasileiro em Washington de 1999 a 2004, presidente do Conselho Superior de Comércio Exterior da Federação das Indústrias do Estado de São Paulo (Fiesp) fala sobre política internacional, eleições nos Estados Unidos e Aliança do Pacífico                                | vídeo  |
| Carlos Velloso                                                  | 7 de março      | Augusto Nunes    | Jurista e ex-ministro do Supremo Tribunal Federal fala sobre a Operação Lava Jato e outros assuntos relacionados à crise política brasileira | vídeo  |
| Marcos Troyjo                                                   | 29 de fevereiro | Augusto Nunes    | Economista, diretor do programa de estudos sobre o BRICS na Universidade Columbia fala sobre a crise econômica brasileira e o novo cenário internacional de crescimento das economias emergentes                                                                                        | vídeo  |
| Jamil Chade                                                     | 25 de fevereiro | Augusto Nunes    | Jornalista, correspondente do jornal O Estado de S. Paulo em Genebra, fala sobre os casos de corrupção na Fifa e na política internacional, sobre os escândalos envolvendo o sistema bancário suíço                                                                                     | vídeo  |
| Ruy Castro                                                      | 22 de fevereiro | Augusto Nunes    | Jornalista, cronista e escritor, fala sobre suas obras | vídeo  |
| Crise econômica brasileira                                      | 15 de fevereiro | Augusto Nunes    | Programa temático. Cinco economistas discutem a crise econômica brasileira, levando ao crescimento do desemprego, queda na produção industrial e déficit crescente nas contas públicas, as projeções e cenários para o futuro                                                           | vídeo  |
| Combate ao aedes aegypti                                        | 1 de fevereiro  | Augusto Nunes    | Programa temático. Seis debatedores discutem as ações e estratégias de combate ao mosquito aedes aegypti, declarado emergência mundial pela Organização Mundial da Saúde | vídeo  |
| Marcelo Zuffo                                                   | 25 de janeiro   | Augusto Nunes    | Engenheiro eletrônico e professor da Universidade de São Paulo fala sobre a influência do crescente avanço da tecnologia de informação no cotidiano dos diversos setores da sociedade, como educação, saúde, trabalho, arte e cultura                                                   | vídeo  |
| Denise Fraga                                                    | 18 de janeiro   | Augusto Nunes    | Atris de teatro, televisão e cinema, e também cronista fala sobre seus trinta anos de carreira | vídeo  |
| Mário Prata                                                     | 11 de janeiro   | Augusto Nunes    | Escritor, dramartugo, cronista e jornalista fala sobre seus trabalhos na televisão, cinema e literatura | vídeo  |
| Irene Ravache                                                   | 4 de janeiro    | Augusto Nunes    | Atriz e diretora fala sobre seus mais de cinquenta anos de carreira. Reapresentação do programa de 19 de maio de 2014 | vídeo  |

## 2015
| Entrevistado/Tema                      | Data            | Mediador                                      | Observações | Link  |
| -------------------------------------- | --------------- | --------------------------------------------- | --- | ----- |
| Audálio Dantas                         | 21 de dezembro  | Augusto Nunes                                 | Jornalista e escritor brasileiro, fala sobre Vladimir Herzog, tema de seu livro As duas Guerras de Vlado Herzog, ao se completarem quarenta anos da sua morte, assassinado pela ditadura militar brasileira | vídeo |
| Mudanças climáticas                    | 17 de dezembro  | Augusto Nunes                                 | Debate sobre o aquecimento global, tema da Conferência sobre as Mudanças Climáticas (COP-21), realizada em Paris                                                                                            | vídeo |
| Impeachment                            | 14 de dezembro  | Augusto Nunes                                 | |       |
| Bruna Lombardi                         | 7 de dezembro   | Augusto Nunes                                 | Gravado |       |
| Fernando de la Rúa                     | 3 de dezembro   | Augusto Nunes                                 | Roda Viva Internacional |       |
| Jarbas Vasconcelos                     | 30 de novembro  | Augusto Nunes                                 | |       |
| Gustavo Franco                         | 23 de novembro  | Augusto Nunes                                 | |       |
| Adriana Carranca                       | 19 de novembro  | Augusto Nunes                                 | Roda Viva Internacional |       |
| Tarcísio Meira                         | 16 de novembro  | Augusto Nunes                                 | Gravado |       |
| Pedro Taques                           | 9 de novembro   | Augusto Nunes                                 | |       |
| Gloria Álvarez                         | 6 de novembro   | Augusto Nunes                                 | Roda Viva Internacional |       |
| Herman Voorwald                        | 2 de novembro   | Augusto Nunes                                 | Gravado |       |
| Fernando Henrique Cardoso              | 26 de outubro   | Augusto Nunes                                 | |       |
| Camille Paglia                         | 22 de outubro   | Andresa Boni                                  | Roda Viva Internacional |       |
| Marco Aurélio Mello                    | 19 de outubro   | Augusto Nunes                                 | Ministro do Supremo Tribunal Federal fala da crise política enfrentada pelo país e dos desafios do Judiciário                                                                                               | vídeo |
| Henrique Prata                         | 12 de outubro   | Augusto Nunes                                 | Gravado |       |
| Saídas para a crise (O Brasil lá fora) | 8 de outubro    | Augusto Nunes                                 | Gravado |       |
| Antônio Fagundes                       | 5 de outubro    | Augusto Nunes                                 | |       |
| Hélio Bicudo e Janaína Paschoal        | 28 de setembro  | Augusto Nunes                                 | |       |
| Beatriz Paredes                        | 24 de setembro  | Augusto Nunes                                 | Roda Viva Internacional |       |
| Jorge Caldeira                         | 21 de setembro  | Augusto Nunes                                 | Gravado |       |
| Saídas para a crise (III)              | 14 de setembro  | Augusto Nunes                                 | |       |
| William Boulding                       | 10 de setembro  | Augusto Nunes                                 | Roda Viva Internacional |       |
| Saídas para a crise (II)               | 7 de setembro   | Augusto Nunes                                 | Gravado |       |
| Saídas para a crise (I)                | 27 de agosto    | Augusto Nunes                                 | Gravado |       |
| Boris Fausto                           | 24 de agosto    | Augusto Nunes                                 | Gravado |       |
| José Serra                             | 17 de agosto    | Augusto Nunes                                 | |       |
| Jérome Oberrit                         | 13 de agosto    | Augusto Nunes                                 | Roda Viva Internacional |       |
| Fafá de Belém                          | 10 de agosto    | Augusto Nunes                                 | Gravado |       |
| Ronaldo Caiado                         | 3 de agosto     | Augusto Nunes                                 | |       |
| Laurent Sourisseau                     | 30 de julho     | Augusto Nunes                                 | Roda Viva Internacional |       |
| Laurent Sourisseau                     | 27 de julho     | Augusto Nunes                                 | Gravado |       |
| Arthur Chioro                          | 20 de julho     | Augusto Nunes                                 | |       |
| Leonardo Padura                        | 16 de julho     | Augusto Nunes                                 | Roda Viva Internacional |       |
| Redução da Maioridade penal            | 13 de julho     | Ricardo Ferraz                                | |       |
| Carlos Ayres Britto                    | 6 de julho      | Augusto Nunes                                 | Ex-ministro do Supremo Tribunal Federal fala sobre a crise política e institucional no Brasil | vídeo |
| Gilles Lapouge                         | 2 de julho      | Augusto Nunes                                 | Roda Viva Internacional | vídeo |
| Ana Maria Braga                        | 29 de junho     | Augusto Nunes                                 | Gravado | vídeo |
| Linamara Rizzo Basttistella            | 22 de junho     | Augusto Nunes                                 | Gravado | vídeo |
| Lilian Tintori                         | 18 de junho     | Augusto Nunes                                 | Ativista de direitos humanos venezuelana analisa a repressão política e a crise econômica em seu país | vídeo |
| Paulo Rabello de Castro                | 15 de junho     | Augusto Nunes                                 | | vídeo |
| Renato Janine Ribeiro                  | 8 de junho      | Augusto Nunes                                 | | vídeo |
| Reforma Política                       | 1º de junho     | Augusto Nunes                                 | | vídeo |
| David Uip                              | 25 de maio      | Augusto Nunes                                 | | vídeo |
| Maria Adelaide Amaral                  | 18 de maio      | Augusto Nunes                                 | Gravado | vídeo |
| Marcelo Castro                         | 11 de maio      | Augusto Nunes                                 | | vídeo |
| Ricardo Setti                          | 4 de maio       | Augusto Nunes                                 | Gravado | vídeo |
| Demétrio Magnoli                       | 27 de abril     | Augusto Nunes                                 | | vídeo |
| Amyr Klink                             | 20 de abril     | Augusto Nunes                                 | Gravado | vídeo |
| Alexandre de Moraes                    | 13 de abril     | Augusto Nunes                                 | | vídeo |
| José Renato Nalini                     | 6 de abril      | Augusto Nunes                                 | | vídeo |
| Marília Gabriela                       | 30 de março     | Augusto Nunes                                 | | vídeo |
| Rogerio Chequer                        | 23 de março     | Augusto Nunes                                 | | vídeo |
| Eduardo Cunha                          | 16 de março     | Augusto Nunes                                 | | vídeo |
| Benedito Braga                         | 9 de março      | Augusto Nunes                                 | | vídeo |
| Eduardo Braga                          | 2 de março      | Augusto Nunes                                 | | vídeo |
| Bibi Ferreira                          | 23 de fevereiro | Augusto Nunes                                 | Reapresentação do programa de 13 de outubro de 2014. Atriz, cantora e diretora de teatro relembra sua trajetória nos palcos e fala sobre sua vida                                                           | vídeo |
| Joãosinho Trinta                       | 16 de fevereiro | Jorge Escosteguy Augusto Nunes (apresentação) | Especial de Carnaval Reexibição de 31 de janeiro de 1990 | vídeo |
| Thomas Piketty                         | 9 de fevereiro  | Augusto Nunes                                 | Gravado | vídeo |
| Andrew Jennings                        | 2 de fevereiro  | Augusto Nunes                                 | Gravado | vídeo |
| Cacá Diegues                           | 26 de janeiro   | Augusto Nunes                                 | Gravado | vídeo |
| Geoffrey West                          | 19 de janeiro   | Augusto Nunes                                 | Gravado | vídeo |
| Denise Steiner                         | 12 de janeiro   | Augusto Nunes                                 | Gravado | vídeo |
| Peter Hakim                            | 5 de janeiro    | Augusto Nunes                                 | Gravado | vídeo |

## 2014
| Entrevistado/Tema              | Data            | Mediador           | Observações | Link              |
| ------------------------------ | --------------- | ------------------ | --- | ----------------- |
| Niède Guidon                   | 29 de dezembro  | Augusto Nunes      | Reexibição de 16 de junho de 2014 |                   |
| Simão Jatene                   | 22 de dezembro  | Augusto Nunes      | Gravado | vídeo             |
| Modesto Carvalhosa             | 15 de dezembro  | Augusto Nunes      | Jurista brasileiro e um dos subscritores da Carta aos Brasileiros (1977), em repúdio à ditadura militar no Brasil, fala sobre a aplicação da lei anticorrupção na Operação Lava Jato | vídeo             |
| Carlos Guilherme Mota          | 8 de dezembro   | Augusto Nunes      | | vídeo             |
| Cao Hamburger                  | 1º de dezembro  | Augusto Nunes      | Gravado | vídeo             |
| Antônio Nóbrega                | 24 de novembro  | Augusto Nunes      | Gravado | vídeo             |
| Flávio Dino                    | 17 de novembro  | Augusto Nunes      | | vídeo             |
| João Roberto Rodrigues         | 10 de novembro  | Augusto Nunes      | | vídeo             |
| Arthur Virgílio Neto           | 3 de novembro   | Augusto Nunes      | | vídeo             |
| Eleição presidencial           | 27 de outubro   | Augusto Nunes      | | vídeo             |
| Felipe Donoso                  | 20 de outubro   | Augusto Nunes      | Gravado | vídeo             |
| Bibi Ferreira                  | 13 de outubro   | Augusto Nunes      | Atriz, cantora e diretora de teatro relembra sua trajetória nos palcos e fala sobre sua vida                                                                                         | vídeo             |
| Antonio Lavareda               | 6 de outubro    | Augusto Nunes      | Centista político analisa os resultados das urnas depois do primeiro turno das eleições presidenciais brasileiras                                                                    | vídeo             |
| Niède Guidon                   | 29 de setembro  | Augusto Nunes      | Gravado | vídeo             |
| José Murilo de Carvalho        | 22 de setembro  | Augusto Nunes      | Gravado | vídeo             |
| Arnaldo Jabor                  | 15 de setembro  | Augusto Nunes      | | vídeo             |
| Roger Pinto Molina             | 8 de setembro   | Augusto Nunes      | | vídeo             |
| Martha Medeiros                | 1 de setembro   | Augusto Nunes      | | vídeo             |
| Lira Neto                      | 25 de agosto    | Augusto Nunes      | | vídeo             |
| Mauro Paulino                  | 18 de agosto    | Augusto Nunes      | | vídeo             |
| Paulo Roberto Falcão           | 11 de agosto    | Augusto Nunes      | | vídeo             |
| Juca de Oliveira               | 4 de agosto     | Augusto Nunes      | | vídeo             |
| João Doria Júnior              | 28 de julho     | Augusto Nunes      | | vídeo             |
| Goulart de Andrade             | 21 de julho     | Augusto Nunes      | Gravado | vídeo             |
| Regina Brandão                 | 14 de julho     | Augusto Nunes      | | vídeo             |
| Pedro Simon                    | 7 de julho      | Augusto Nunes      | | vídeo             |
| Especial 45 anos de TV Cultura | 30 de junho     | Augusto Nunes      | | vídeo             |
| Benny Morris                   | 23 de junho     | Augusto Nunes      | Gravado | vídeo             |
| Nélida Piñon                   | 16 de junho     | Augusto Nunes      | | vídeo             |
| Juca Kfouri                    | 9 de junho      | Augusto Nunes      | Gravado | vídeo             |
| Aécio Neves                    | 2 de junho      | Augusto Nunes      | | vídeo             |
| Eduardo Campos                 | 26 de maio      | Augusto Nunes      | | vídeo             |
| Irene Ravache                  | 19 de maio      | Augusto Nunes      | Atriz e diretora fala sobre seus mais de cinquenta anos de carreira | vídeo             |
| Tião Viana                     | 12 de maio      | Augusto Nunes      | Gravado | vídeo             |
| Beto Richa                     | 5 de maio       | Augusto Nunes      | | vídeo             |
| Alexandre Padilha              | 28 de abril     | Augusto Nunes      | | vídeo             |
| Ayrton Senna                   | 21 de abril     | Rodolpho Gamberini | Reexibição de 15 de dezembro de 1986 | vídeo transcrição |
| Rostyslav Tronenko             | 14 de abril     | Augusto Nunes      | Gravado | vídeo             |
| María Corina Machado           | 7 de abril      | Augusto Nunes      | Gravado | vídeo             |
| Almino Afonso                  | 31 de março     | Augusto Nunes      | Gravado | vídeo             |
| Adélia Prado                   | 24 de março     | Augusto Nunes      | | vídeo             |
| João Carlos Martins            | 17 de março     | Augusto Nunes      | | vídeo             |
| Florentino Cardoso             | 10 de março     | Augusto Nunes      | | vídeo             |
| Millôr Fernandes               | 3 de março      | Augusto Nunes      | Reexibição de 3 de abril de 1989 | vídeo             |
| José Padilha                   | 24 de fevereiro | Augusto Nunes      | | vídeo             |
| Rubens Valente                 | 17 de fevereiro | Augusto Nunes      | | vídeo             |
| Antônio Anastasia              | 10 de fevereiro | Augusto Nunes      | | vídeo             |
| Romeu Tuma Júnior              | 3 de fevereiro  | Augusto Nunes      | | vídeo             |
| Roberto Kalil Filho            | 27 de janeiro   | Augusto Nunes      | | vídeo             |
| Ferran Adrià                   | 20 de janeiro   | Augusto Nunes      | Gravado | vídeo             |
| Héctor Babenco                 | 13 de janeiro   | Augusto Nunes      | Gravado | vídeo             |
| Valter Hugo Mãe                | 6 de janeiro    | Augusto Nunes      | Gravado | vídeo             |

## 2013
| Entrevistado/Tema               | Data            | Mediador           | Observações                                                              | Link  |
| ------------------------------- | --------------- | ------------------ | ------------------------------------------------------------------------ | ----- |
| Francisco de Oliveira           | 30 de dezembro  | Augusto Nunes      | Gravado                                                                  | vídeo |
| Papai Noel                      | 24 de dezembro  | Fabiano Augusto    | Programa gravado especial de Natal                                       | vídeo |
| Anderson Silva                  | 23 de dezembro  | Augusto Nunes      | Gravado                                                                  | vídeo |
| Paulo e Chico Caruso            | 16 de dezembro  | Augusto Nunes      |                                                                          | vídeo |
| Daniel Becker                   | 9 de dezembro   | Augusto Nunes      |                                                                          | vídeo |
| Lobão                           | 2 de dezembro   | Augusto Nunes      |                                                                          | vídeo |
| Henry Sobel                     | 25 de novembro  | Augusto Nunes      |                                                                          | vídeo |
| Ronaldo Costa Couto             | 18 de novembro  | Augusto Nunes      | Gravado                                                                  | vídeo |
| Cid Benjamin                    | 11 de novembro  | Augusto Nunes      |                                                                          | vídeo |
| Valentim Gentil Filho           | 4 de novembro   | Augusto Nunes      |                                                                          | vídeo |
| Paulo Cesar de Araújo           | 28 de outubro   | Augusto Nunes      |                                                                          | vídeo |
| Marina Silva                    | 21 de outubro   | Augusto Nunes      |                                                                          | vídeo |
| Maitê Proença                   | 14 de outubro   | Augusto Nunes      |                                                                          | vídeo |
| Tarso Genro                     | 7 de outubro    | Augusto Nunes      |                                                                          | vídeo |
| Cid Gomes                       | 30 de setembro  | Augusto Nunes      |                                                                          | vídeo |
| Francisco Rezek                 | 23 de setembro  | Augusto Nunes      |                                                                          | vídeo |
| Sebastião Salgado               | 16 de setembro  | Augusto Nunes      |                                                                          | vídeo |
| Laurentino Gomes                | 9 de setembro   | Augusto Nunes      |                                                                          | vídeo |
| Eduardo Paes                    | 2 de setembro   | Augusto Nunes      | Gravado                                                                  | vídeo |
| Miguel Reale Júnior             | 26 de agosto    | Augusto Nunes      |                                                                          | vídeo |
| Carlos Afonso Nobre             | 19 de agosto    | Mario Sergio Conti | Gravado                                                                  | vídeo |
| Maitena Burundarena             | 12 de agosto    | Mario Sergio Conti | Gravado                                                                  | vídeo |
| Mídia Ninja                     | 5 de agosto     | Mario Sergio Conti | Último programa de Mario Sergio Conti                                    | vídeo |
| Ana Moser e Raí                 | 29 de julho     | Mario Sergio Conti |                                                                          | vídeo |
| Dom Angélico Sândalo Bernardino | 22 de julho     | Mario Sergio Conti |                                                                          | vídeo |
| Rui Falcão                      | 15 de julho     | Mario Sergio Conti |                                                                          | vídeo |
| Slavoj Žižek                    | 8 de julho      | Mario Sergio Conti | Gravado                                                                  | vídeo |
| Fernando Henrique Cardoso       | 1 de julho      | Mario Sergio Conti |                                                                          | vídeo |
| José Serra                      | 24 de junho     | Mario Sergio Conti | Ex-governador de São Paulo fala sobre as manifestações de 2013 no Brasil | vídeo |
| Movimento Passe Livre           | 17 de junho     | Mario Sergio Conti |                                                                          | vídeo |
| Paulo Mendes da Rocha           | 10 de junho     | Mario Sergio Conti |                                                                          | vídeo |
| Luiz Cláudio Costa              | 3 de junho      | Mario Sergio Conti |                                                                          | vídeo |
| Roberto Azevêdo                 | 27 de maio      | Mario Sergio Conti | Gravado                                                                  | vídeo |
| Ronaldo Laranjeira              | 20 de maio      | Mario Sergio Conti |                                                                          | vídeo |
| Mario Vargas Llosa              | 13 de maio      | Mario Sergio Conti | Gravado                                                                  | vídeo |
| Tom Zé                          | 6 de maio       | Mario Sergio Conti |                                                                          | vídeo |
| Antonio Tabet e Ian SBF         | 29 de abril     | Mario Sergio Conti | Gravado                                                                  | vídeo |
| J.R. Duran                      | 22 de abril     | Mario Sergio Conti |                                                                          | vídeo |
| Sérgio Guerra                   | 15 de abril     | Mario Sergio Conti |                                                                          | vídeo |
| Aldo Rebelo                     | 8 de abril      | Mario Sergio Conti |                                                                          | vídeo |
| Jaques Wagner                   | 1 de abril      | Mario Sergio Conti |                                                                          | vídeo |
| Suzana Herculano-Houzel         | 25 de março     | Mario Sergio Conti |                                                                          | vídeo |
| Leonardo Boff                   | 18 de março     | Mario Sergio Conti |                                                                          | vídeo |
| Roberto Freire                  | 11 de março     | Mario Sergio Conti |                                                                          | vídeo |
| Maria de Medeiros               | 4 de março      | Mario Sergio Conti | Gravado                                                                  | vídeo |
| Yoani Sánchez                   | 25 de fevereiro | Mario Sergio Conti | Gravado                                                                  | vídeo |
| Marina Silva                    | 18 de fevereiro | Mario Sergio Conti |                                                                          | vídeo |
| Laerte Coutinho                 | 11 de fevereiro | Mario Sergio Conti | Reexibição de 20 de fevereiro de 2012                                    | vídeo |
| Jorge Wilheim                   | 4 de fevereiro  | Mario Sergio Conti |                                                                          | vídeo |
| Victor Navasky                  | 28 de janeiro   | Mario Sergio Conti | Gravado                                                                  | vídeo |
| Domenico De Masi                | 21 de janeiro   | Mario Sergio Conti | Gravado                                                                  | vídeo |
| Fernando Gabeira                | 14 de janeiro   | Mario Sergio Conti |                                                                          | vídeo |
| André Schiffrin                 | 7 de janeiro    | Mario Sergio Conti | Gravado                                                                  | vídeo |

## 2012
| Entrevistado/Tema           | Data            | Mediador           | Observações | Link  |
| --------------------------- | --------------- | ------------------ | --- | ----- |
| Deborah Colker              | 17 de dezembro  | Mario Sergio Conti | | vídeo |
| Fernando Haddad             | 10 de dezembro  | Mario Sergio Conti | | vídeo |
| Alex Atala                  | 3 de dezembro   | Mario Sergio Conti | | vídeo |
| João Carlos Martins         | 26 de novembro  | Mario Sergio Conti | | vídeo |
| Luiz Hildebrando            | 19 de novembro  | Mario Sergio Conti | | vídeo |
| Cláudio Beato               | 12 de novembro  | Mario Sergio Conti | | vídeo |
| Mia Couto                   | 5 de novembro   | Mario Sergio Conti | | vídeo |
| Mauro Paulino               | 29 de outubro   | Mario Sergio Conti | | vídeo |
| Lucélia Santos              | 22 de outubro   | Mario Sergio Conti | | vídeo |
| Drauzio Varella             | 15 de outubro   | Mario Sergio Conti | | vídeo |
| Paulo Sergio Pinheiro       | 8 de outubro    | Mario Sergio Conti | Gravado | vídeo |
| Nuno Ramos                  | 1 de outubro    | Mario Sergio Conti | | vídeo |
| Robert Darnton              | 24 de setembro  | Mario Sergio Conti | Gravado | vídeo |
| Rubem César Fernandes       | 10 de setembro  | Mario Sergio Conti | | vídeo |
| Ricardo Antunes             | 3 de setembro   | Mario Sergio Conti | | vídeo |
| Gilson Dipp                 | 27 de agosto    | Mario Sergio Conti | | vídeo |
| Diogo Mainardi              | 20 de agosto    | Mario Sergio Conti | | vídeo |
| Alexandre Padilha           | 13 de agosto    | Mario Sergio Conti | | vídeo |
| Janio de Freitas            | 6 de agosto     | Mario Sergio Conti | | vídeo |
| Rafinha Bastos              | 30 de julho     | Mario Sergio Conti | | vídeo |
| João Ubaldo Ribeiro         | 23 de julho     | Mario Sergio Conti | | vídeo |
| Roberto Mangabeira Unger    | 16 de julho     | Mario Sergio Conti | | vídeo |
| Antônio Gilberto Bertechini | 9 de julho      | Mario Sergio Conti | | vídeo |
| Chico de Oliveira           | 2 de julho      | Mario Sergio Conti | | vídeo |
| Muniz Sodré                 | 25 de junho     | Mario Sergio Conti | | vídeo |
| Izabella Teixeira           | 18 de junho     | Mario Sergio Conti | | vídeo |
| Jorge Hage                  | 11 de junho     | Mario Sergio Conti | | vídeo |
| Carlos Augusto Montenegro   | 4 de junho      | Mario Sergio Conti | | vídeo |
| Paulo Skaf                  | 28 de maio      | Mario Sergio Conti | | vídeo |
| Zezé Di Camargo e Luciano   | 21 de maio      | Mario Sergio Conti | | vídeo |
| Marcelo Freixo              | 14 de maio      | Mario Sergio Conti | | vídeo |
| José Arthur Giannotti       | 7 de maio       | Mario Sergio Conti | | vídeo |
| André Liohn                 | 30 de abril     | Mario Sergio Conti | | vídeo |
| Paul Singer                 | 23 de abril     | Mario Sergio Conti | | vídeo |
| Walter Carvalho             | 16 de abril     | Mario Sergio Conti | | vídeo |
| José Goldemberg             | 9 de abril      | Mario Sergio Conti | | vídeo |
| Silvio Luiz                 | 2 de abril      | Mario Sergio Conti | | vídeo |
| Dom Odilo Scherer           | 26 de março     | Mario Sergio Conti | | vídeo |
| Alberto Dines               | 19 de março     | Mario Sergio Conti | | vídeo |
| Aguinaldo Silva             | 12 de março     | Mario Sergio Conti | Escritor e dramaturgo fala sobre suas obras | vídeo |
| Walter Isaacson             | 5 de março      | Mario Sergio Conti | Gravado | vídeo |
| Bruno Daniel Filho          | 27 de fevereiro | Mario Sergio Conti | | vídeo |
| Laerte Coutinho             | 20 de fevereiro | Mario Sergio Conti | Gravado | vídeo |
| Nelson Calandra             | 13 de fevereiro | Mario Sergio Conti | | vídeo |
| Sergio Gabrielli            | 6 de fevereiro  | Mario Sergio Conti | | vídeo |
| Tufi Duek                   | 30 de janeiro   | Mario Sergio Conti | | vídeo |
| Lenine                      | 23 de janeiro   | Mario Sergio Conti | | vídeo |
| Ricardo Amaral              | 16 de janeiro   | Mario Sergio Conti | | vídeo |
| Marco Aurélio Mello         | 9 de janeiro    | Mario Sergio Conti | Ministro do Supremo Tribunal Federal fala sobre sua carreira no meio judiciário e a polêmica decisão de limitar a atuação do Conselho Nacional de Justiça | vídeo |
| Amos Oz                     | 2 de janeiro    | Mario Sergio Conti | Gravado | vídeo |

## 2011
| Entrevistado/Tema                                     | Data           | Mediador | Observações                                           | Link  |
| ----------------------------------------------------- | -------------- | --- | ----------------------------------------------------- | ----- |
| Laurentino Gomes                                      | 26 de dezembro | Mario Sergio Conti | Gravado                                               | vídeo |
| Boni                                                  | 19 de dezembro | Mario Sergio Conti |                                                       | vídeo |
| Rogério Fasano                                        | 12 de dezembro | Mario Sergio Conti |                                                       | vídeo |
| Fernando Henrique Cardoso                             | 5 de dezembro  | Mario Sergio Conti |                                                       | vídeo |
| José Mariano Beltrame                                 | 28 de novembro | Mario Sergio Conti |                                                       | vídeo |
| José Luiz Datena                                      | 21 de novembro | Mario Sergio Conti |                                                       | vídeo |
| Eliana Calmon                                         | 14 de novembro | Mario Sergio Conti |                                                       | vídeo |
| Jô Soares                                             | 7 de novembro  | Mario Sergio Conti |                                                       | vídeo |
| Fernando Haddad                                       | 31 de outubro  | Mario Sergio Conti |                                                       | vídeo |
| Gilberto Kassab                                       | 24 de outubro  | Mario Sergio Conti |                                                       | vídeo |
| Cabo Anselmo                                          | 17 de outubro  | Mario Sergio Conti | Primeiro programa de Mario Sergio Conti como mediador | vídeo |
| Fidel Castro                                          | 10 de outubro  | Jorge Escosteguy | Reexibição de 19 de março de 1990                     |       |
| Ayrton Senna                                          | 3 de outubro   | Rodolpho Gamberini | Reexibição de 15 de dezembro de 1986                  |       |
| Especial Roda Viva 25 Anos - Esporte, Ciência & Saúde | 26 de setembro | |                                                       |       |
| Especial Roda Viva 25 Anos - Cultura                  | 19 de setembro | |                                                       |       |
| Especial Roda Viva 25 Anos - Política & Economia      | 12 de setembro | |                                                       |       |
| Especial Roda Viva 25 anos - 1                        | 5 de setembro  | Rodolpho Gamberini, Heródoto Barbeiro, Rodolfo Konder, Augusto Nunes, Roseli Tardelli, Carlos Eduardo Lins da Silva, Matinas Suzuki, Paulo Caruso | Retrospectiva de grandes momentos do programa         | vídeo |
| Regina Navarro Lins                                   | 29 de agosto   | Marília Gabriela | Último programa apresentado por Marília Gabriela      |       |
| Sérgio de Paula Ramos                                 | 22 de agosto   | Marília Gabriela |                                                       | vídeo |
| Luiz Felipe Pondé                                     | 15 de agosto   | Marília Gabriela |                                                       | vídeo |
| Orlando Silva                                         | 8 de agosto    | Marília Gabriela |                                                       | vídeo |
| Nelson Jobim                                          | 1 de agosto    | Marília Gabriela |                                                       | vídeo |
| Maílson da Nóbrega                                    | 25 de julho    | Marília Gabriela |                                                       | vídeo |
| Washington Olivetto                                   | 18 de julho    | Marília Gabriela |                                                       | vídeo |
| Sérgio Cabral                                         | 11 de julho    | Marília Gabriela |                                                       | vídeo |
| José Eduardo Agualusa                                 | 4 de julho     | Marília Gabriela |                                                       | vídeo |
| Aldo Rebelo                                           | 27 de junho    | Marília Gabriela |                                                       | vídeo |
| Alfredo Halpern                                       | 20 de junho    | Marília Gabriela |                                                       | vídeo |
| Marina Silva                                          | 13 de junho    | Marília Gabriela |                                                       | vídeo |
| Álvaro Dias                                           | 6 de junho     | Marília Gabriela |                                                       | vídeo |
| Eduardo Giannetti da Fonseca                          | 30 de maio     | Marília Gabriela |                                                       | vídeo |
| Ney Matogrosso                                        | 23 de maio     | Marília Gabriela |                                                       |       |
| Luiz Carlos Mendonça de Barros                        | 16 de maio     | Marília Gabriela |                                                       |       |
| Alex Atala                                            | 9 de maio      | Marília Gabriela |                                                       |       |
| Elismar Coutinho                                      | 2 de maio      | Marília Gabriela |                                                       |       |

## 2010
| Entrevistado/Tema         | Data           | Mediador          | Observações | Link  |
| ------------------------- | -------------- | ----------------- | --- | ----- |
| Barbara Heliodora         | 27 de dezembro | Marília Gabriela  | Crítica de teatro, ensaísta, professora e tradutora de Shakespeare | vídeo |
| José Junior               | 13 de dezembro | Marília Gabriela  | Criador audiovisual, agitador cultural, CEO AfroReggae Audiovisual, fundador ONG AfroReggae | vídeo |
| Cacá Diegues              | 15 de novembro | Marília Gabriela  | Cineasta brasileiro. Foi um dos fundadores do Cinema Novo | vídeo |
| José Dirceu               | 1 de novembro  | Marília Gabriela  | Articulador da campanha de Dilma Rousseff à presidência da República nas eleições de 2010, e então investigado no escândalo do Mensalão, analisa a vitória da petista, e as perspectivas para o país | vídeo |
| Aloysio Nunes             | 18 de outubro  | Marília Gabriela  | Senador por São Paulo, então articulador da candidatura de José Serra à presidência da República nas eleições de 2010, fala sobre o momento político                                                 | vídeo |
| Márcia Cavallari          | 4 de outubro   | Marília Gabriela  | Diretora do IBOPE | vídeo |
| Wagner Moura              | 27 de setembro | Marília Gabriela  | Ator e cineasta brasileiro | vídeo |
| Mano Menezes              | 20 de setembro | Marília Gabriela  | Treinador e ex-futebolista brasileiro | vídeo |
| Demétrio Magnoli          | 6 de setembro  | Marília Gabriela  | Jornalista, doutor em geografia humana e sociólogo brasileiro | vídeo |
| Moacyr Scliar             | 16 de agosto   | Heródoto Barbeiro | Escritor, professor universitário e médico brasileiro, especialista em saúde pública | vídeo |
| Ana Beatriz Barbosa Silva | 26 de julho    | Heródoto Barbeiro | Psiquiatra, palestrante e escritora brasileira, com pós-graduação na Universidade Federal do Rio de Janeiro                                                                                          | vídeo |
| Inezita Barroso           | 19 de julho    | Heródoto Barbeiro | Cantora, atriz, instrumentista, bibliotecária, folclorista, professora, apresentadora de rádio e televisão brasileira                                                                                | vídeo |
| Eva Wilma                 | 8 de março     | Heródoto Barbeiro | Atriz de teatro e TV | vídeo |
| Robert Castel             | 1 de fevereiro | Paulo Markun      | Sociólogo e pesquisador francês da École des hautes études en sciences sociales | vídeo |
| Jean-Michel Cousteau      | 11 de janeiro  | Paulo Markun      | Oceanógrafo, ambientalista, ecologista e educador francês | vídeo |

## 2009
| Entrevistado              | Data           | Mediador           | Observações | Link              |
| ------------------------- | -------------- | ------------------ | --- | ----------------- |
| John "Maddog" Hall        | 19 de outubro  | Heródoto Barbeiro  | Professor de informática, um dos maiores defensores do software livre. Executivo da Linux International, associação sem fins lucrativos que divulga o sistema operacional Linux                                                               | vídeo             |
| Marina Silva              | 21 de setembro | Heródoto Barbeiro  | Senadora, ex-ministra do Meio Ambiente no governo Lula fala sobre sua trajetória | vídeo             |
| Xinran Xue                | 7 de setembro  | Heródoto Barbeiro  | Jornalista e escritora chinesa, teve um programa de rádio durante o regime de repressão chinesa nos anos 80, em que apresentava casos de repressão às mulheres, que a levou a escrever uma série de livros sobre aquela realidade em seu país | vídeo             |
| Maurício de Souza         | 31 de agosto   | Cunha Jr.          | Quadrinista e empresário, criador da Turma da Mônica, na época com mais de um bilhão de revistas publicadas em 126 países em mais de cinquenta idiomas                                                                                        | vídeo             |
| Gay Talese                | 20 de julho    | Paulo Markun       | Jornalista e escritor norte-americano | vídeo             |
| Glória Kalil              | 29 de junho    | Heródoto Barbeiro  | Jornalista e consultora de moda fala sobre alta costura, estilo e comportamento | vídeo             |
| Alvaro Dias               | 25 de maio     | Heródoto Barbeiro  | Político brasileiro, ex-governador do Paraná | vídeo             |
| Eduardo Paes              | 11 de maio     | Heródoto Barbeiro  | Então prefeito da cidade do Rio de Janeiro | vídeo             |
| Luiz Roberto Barradas     | 4 de maio      | Heródoto Barbeiro  | Médico sanitarista, então secretário da Saúde do estado de São Paulo fala sobre epidemias, como a gripe suína, que na época preocupava o mundo, pelo risco de se tornar uma pandemia                                                          | vídeo             |
| Cândido Mendes de Almeida | 27 de abril    | Heródoto Barbeiro  | Jurista, cientista político e escritor fala sobre os escândalos e denúncias na política brasileira e a necessidade de uma reforma política | vídeo             |
| Carlos Guilherme Mota     | 20 de abril    | Heródoto Barbeiro  | Historiador e professor emérito da Universidade de São Paulo | vídeo             |
| Jairo Bouer               | 6 de abril     | Heródoto Barbeiro  | Médico psiquiatra | vídeo transcrição |
| Fernando Henrique Cardoso | 23 de março    | Heródoto Barbeiro  | Presidente do Brasil de 1995 a 2003 | vídeo             |
| Dunga                     | 9 de março     | Heródoto Barbeiro  | Ex-jogador de futebol e então técnico da Seleção Brasileira | vídeo             |
| Jimmy Wales               | 19 de janeiro  | Lillian Witte Fibe | Ex-corretor de valores norte-americano, criador da Wikipédia | vídeo             |

## 2008
| Entrevistado            | Data           | Mediador                     | Observações | Link              |
| ----------------------- | -------------- | ---------------------------- | ----------- | ----------------- |
| Gilmar Mendes           | 15 de dezembro | Lillian Witte Fibe           |             | vídeo transcrição |
| Miguel Nicolelis        | 10 de novembro | Lillian Witte Fibe           |             | vídeo transcrição |
| David Lynch             | 3 de novembro  | Lillian Witte Fibe           | Gravado     | vídeo             |
| Wagner Moura            | 29 de setembro | Lillian Witte Fibe           |             | vídeo transcrição |
| Lya Luft                | 5 de maio      | Laila Dawa                   |             | vídeo transcrição |
| Celso Amorim            | 24 de março    | Carlos Eduardo Lins da Silva |             | transcrição       |
| Suzana Herculano-Houzel | 17 de março    | Carlos Eduardo Lins da Silva |             | transcrição       |

## 2007
| Entrevistado                          | Data            | Mediador          | Observações                          | Link               |
| ------------------------------------- | --------------- | ----------------- | ------------------------------------ | ------------------ |
| Tião Rocha                            | 10 de dezembro  | Paulo Markun      | Antropólogo e educador brasileiro    | transcrição        |
| Teodoro Petkoff                       | 12 de novembro  | Heródoto Barbeiro |                                      | transcrição        |
| Nelson Jobim                          | 1 de outubro    | Paulo Markun      |                                      | transcrição        |
| Mano Brown                            | 24 de setembro  | Paulo Markun      |                                      | transcrição; vídeo |
| Jorge Furtado                         | 20 de agosto    | Paulo Markun      |                                      | transcrição        |
| Nouriel Roubini                       | 13 de agosto    | Paulo Markun      |                                      | transcrição        |
| Debate sobre crise aérea              | 19 de julho     | Paulo Markun      |                                      | transcrição        |
| Lawrence Wright e Robert Fisk         | 10 de julho     | Paulo Markun      |                                      | transcrição        |
| Amós Oz                               | 5 de julho      | Paulo Markun      |                                      | transcrição        |
| Debate sobre classificação indicativa | 25 de junho     | Paulo Markun      |                                      | transcrição        |
| Ignacy Sachs                          |                 | Paulo Markun      | Economista polonês; programa gravado | vídeo              |
| Debate sobre aquecimento global       | 12 de fevereiro | Paulo Markun      |                                      | transcrição        |
| Bernardinho                           | 8 de janeiro    | Paulo Markun      |                                      | transcrição; vídeo |

## 2006
| Entrevistado                       | Data           | Mediador     | Observações                                                             | Link               |
| ---------------------------------- | -------------- | ------------ | ----------------------------------------------------------------------- | ------------------ |
| José Mindlin                       | 25 de dezembro | Paulo Markun |                                                                         | transcrição        |
| Guido Mantega                      | 18 de dezembro | Paulo Markun |                                                                         | transcrição        |
| Mayana Zatz                        | 4 de dezembro  | Paulo Markun |                                                                         | transcrição        |
| Rogério Ceni                       | 30 de outubro  | Paulo Markun |                                                                         | transcrição        |
| Luiz Inácio Lula da Silva          | 16 de outubro  | Paulo Markun |                                                                         | transcrição        |
| Robert Gallo                       | 9 de outubro   | Paulo Markun |                                                                         | transcrição        |
| Debate sobre eleições em 2006      | 2 de outubro   | Paulo Markun |                                                                         | transcrição        |
| Paulo Brossard                     | 25 de setembro | Paulo Markun | Especial de 20 anos                                                     | transcrição        |
| Lima Duarte                        | 18 de setembro | Paulo Markun |                                                                         | transcrição; vídeo |
| Francis Fukuyama                   | 11 de setembro | Paulo Markun |                                                                         | transcrição        |
| Tariq Ali                          | 21 de agosto   | Paulo Markun |                                                                         | transcrição        |
| Geraldo Alckmin                    | 3 de julho     | Paulo Markun |                                                                         | transcrição        |
| Debate Mercado Internacional de TV | 2 de junho     | Paulo Markun |                                                                         | transcrição        |
| Roberto Jefferson                  | 29 de maio     | Paulo Markun | Ex-deputado federal, desencadeou a maior crise política do Governo Lula | vídeo              |
| Debate sobre deficientes           | 16 de maio     | Paulo Markun |                                                                         | transcrição        |
| Itamar Franco                      | 8 de maio      | Paulo Markun |                                                                         | transcrição        |
| Evo Morales                        | 24 de abril    | Paulo Markun | Gravado                                                                 | transcrição        |
| Rosa Montero                       | 10 de abril    | Paulo Markun | Gravado                                                                 | transcrição        |
| Marina Silva                       | 13 de março    | Paulo Markun |                                                                         | transcrição; vídeo |
| Fritjof Capra                      | 30 de janeiro  | Paulo Markun |                                                                         | transcrição        |

## 2005
| Entrevistado                                     | Data           | Mediador        | Observações | Link        |
| ------------------------------------------------ | -------------- | --------------- | --- | ----------- |
| Bonnie Anderson                                  | 26 de dezembro | Paulo Markun    | | transcrição |
| Debate sobre gastronomia                         | 19 de dezembro | Paulo Markun    | | transcrição |
| Geraldo Alckmin                                  | 12 de dezembro | Paulo Markun    | | transcrição |
| Bolívar Lamounier                                | 21 de novembro | Paulo Markun    | | transcrição |
| Seu Jorge                                        | 14 de novembro | Mônica Teixeira | | transcrição |
| Gro Brundtland                                   | 11 de novembro | Mônica Teixeira | | transcrição |
| Thomas Skidmore                                  | 31 de outubro  | Paulo Markun    | | transcrição |
| Debate sobre o desarmamento                      | 17 de outubro  | Paulo Markun    | | transcrição |
| Debate sobre a transposição do rio São Francisco | 10 de outubro  | Paulo Markun    | | transcrição |
| Debate sobre crise política                      | 15 de agosto   | Paulo Markun    | | transcrição |
| Roberto Jefferson                                | 20 de junho    | Paulo Markun    | Então deputado federal acusou o ex-ministro José Dirceu e o Partido dos Trabalhadores, de pagarem aliados em troca de apoio político, o chamado Escândalo do mensalão | vídeo       |
| Dilma Rousseff                                   | 22 de maio     | Paulo Markun    | | transcrição |
| Luiz Felipe Scolari                              | 11 de maio     | Paulo Markun    | | transcrição |
| Arnaldo Jabor                                    | 11 de abril    | Paulo Markun    | | transcrição |
| Hugo Chávez                                      | 13 de março    | Paulo Markun    | Gravado | transcrição |

## 2004
| Entrevistado        | Data           | Mediador        | Observações | Link               |
| ------------------- | -------------- | --------------- | ----------- | ------------------ |
| Dilma Rousseff      | 13 de dezembro | Paulo Markun    |             | transcrição        |
| Luís Mir            | 22 de novembro | Paulo Markun    |             | transcrição        |
| Bolívar Lamounier   | 29 de setembro | Paulo Markun    |             | transcrição        |
| Drauzio Varella     | 30 de agosto   | Paulo Markun    |             | transcrição; vídeo |
| Paulo Maluf         | 5 de julho     | Paulo Markun    |             | vídeo              |
| Marta Suplicy       | 28 de junho    | Paulo Markun    |             | vídeo              |
| Mildred Dresselhaus | 26 de janeiro  | Mônica Teixeira |             | transcrição        |

## 2003
| Entrevistado                     | Data           | Mediador          | Observações | Link               |
| -------------------------------- | -------------- | ----------------- | ----------- | ------------------ |
| Debate sobre a situação política | 29 de dezembro | Paulo Markun      |             | transcrição        |
| Francisco de Oliveira            | 1 de dezembro  | Paulo Markun      |             | transcrição; vídeo |
| Niède Guidon                     | 17 de novembro | Paulo Markun      |             | transcrição        |
| Ciro Gomes                       | 10 de novembro | Paulo Markun      |             | transcrição; vídeo |
| José Saramago                    | 13 de outubro  | Paulo Markun      |             | vídeo              |
| Celso Amorim                     | 4 de agosto    | Heródoto Barbeiro |             | transcrição        |
| José Genoino                     | 2 de junho     | Paulo Markun      |             | transcrição        |
| Paulo Coelho                     | 21 de abril    | Heródoto Barbeiro |             | transcrição        |
| Debate Guerra EUA X Iraque       | 24 de março    | Heródoto Barbeiro |             | transcrição        |
| Jesus Martín-Barbero             | 3 de fevereiro | Paulo Markun      |             | transcrição        |

## 2002
| Entrevistado/Tema                 | Data           | Mediador                  | Observações | Link              |
| --------------------------------- | -------------- | ------------------------- | --- | ----------------- |
| Fernando Henrique Cardoso         | 30 de dezembro | Paulo Markun              | Programa gravado no Palácio da Alvorada entrevistando o então Presidente da República do Brasil                     | transcrição       |
| Inezita Barroso                   | 16 de dezembro | Paulo Markun              | Artista e apresentadora do programa Viola, Minha Viola                                                              | transcrição vídeo |
| Fernando Antônio Pimentel de Melo | 9 de dezembro  | Paulo Markun              | Presidente da Associação Brasileira das Entidades Fechadas de Previdência Complementar (Abrapp)                     | transcrição       |
| Benedita da Silva                 | 18 de novembro | Paulo Markun              | | transcrição       |
| Hélio Santos                      | 11 de novembro | Paulo Markun              | | transcrição vídeo |
| James Heckman                     | 4 de novembro  | Paulo Markun              | | transcrição       |
| Geraldo Alckmin                   | 22 de outubro  | Paulo Markun              | | transcrição       |
| Alfredo Bosi                      | 23 de setembro | Paulo Markun              | | transcrição       |
| Paulo Autran                      | 9 de setembro  | Paulo Markun              | | vídeo             |
| Elza Soares                       | 2 de setembro  | Paulo Markun              | | transcrição vídeo |
| Rubens Ricupero                   | 19 de agosto   | Paulo Markun              | Jurista e diplomata brasileiro                                                                                      | transcrição       |
| Lobão                             | 12 de agosto   | Paulo Markun              | Músico brasileiro fala sobre sua trajetória artística e violação de direito autoral                                 | transcrição       |
| Gabriel Chalita                   | 5 de agosto    | Paulo Markun              | Escritor e político brasileiro, na época no cargo de secretário da Educação do estado de São Paulo                  | transcrição       |
| John Neschling                    | 22 de julho    | Paulo Markun              | Maestro brasileiro                                                                                                  | transcrição       |
| István Mészáros                   | 8 de julho     | Heródoto Barbeiro         | Filósofo húngaro | transcrição vídeo |
| Ruth Rocha                        | 1 de julho     | Paulo Markun              | Escritora de livros infantis; programa gravado                                                                      | transcrição vídeo |
| Armínio Fraga                     | 24 de junho    | Paulo Markun              | Economista, então presidente do Banco Central fala sobre as incertezas na política brasileira e na economia mundial | vídeo             |
| Everardo Maciel                   | 3 de junho     | Paulo Markun              | Secretário da Receita Federal discute a política tributária brasileira                                              | transcrição       |
| Aldo Agosti                       | 13 de maio     | Carlos Alberto Sardenberg | Programa gravado | transcrição       |
| Ariano Suassuna                   | 6 de maio      | Cunha Jr.                 | Romancista e poeta brasileiro fala sobre sua vida e influências na sua obra                                         | vídeo             |
| Alain Touraine                    | 22 de abril    | Paulo Markun              | | transcrição       |
| Oriente Médio                     | 15 de abril    | Carlos Alberto Sardenberg | Debate sobre o conflito entre palestinos e israelenses, e o papel dos Estados Unidos na crise                       | transcrição vídeo |
| Boaventura de Souza Santos        | 8 de abril     | Heródoto Barbeiro         | | transcrição       |
| Ciro Gomes                        | 18 de março    | Carlos Alberto Sardenberg | Série especial com os principais candidatos à Presidência da República                                              | transcrição vídeo |
| José Serra                        | 4 de março     | Carlos Alberto Sardenberg | Série especial com os principais candidatos à Presidência da República                                              | transcrição       |

## 2001
| Entrevistado                  | Data            | Mediador          | Observações | Link        |
| ----------------------------- | --------------- | ----------------- | ----------- | ----------- |
| Ferreira Gullar               | 15 de outubro   | Paulo Markun      |             | transcrição |
| Steve Ballmer                 | 8 de outubro    | Paulo Markun      |             | transcrição |
| Raúl Alfonsín                 | 21 de abril     | Paulo Markun      |             | transcrição |
| Debate sobre crise energética | 14 de maio      | Paulo Markun      |             | transcrição |
| Frederick Wiseman             | 16 de abril     | Paulo Markun      |             | transcrição |
| Emília Viotti da Costa        | 2 de abril      | Paulo Markun      |             | transcrição |
| Amit Goswami                  | 13 de março     | Heródoto Barbeiro |             | transcrição |
| Denise Stoklos                | 5 de março      | Heródoto Barbeiro |             | transcrição |
| João Ubaldo Ribeiro           | 19 de fevereiro | Paulo Markun      |             | transcrição |

## 2000
| Entrevistado        | Data            | Mediador          | Observações | Link        |
| ------------------- | --------------- | ----------------- | ----------- | ----------- |
| Edgar Morin         | 18 de dezembro  | Heródoto Barbeiro |             | transcrição |
| Manoel de Oliveira  | 20 de novembro  | Cunha Jr.         |             | transcrição |
| Marta Suplicy       | 30 de outubro   | Paulo Markun      |             | vídeo       |
| Muhammad Yunus      | 2 de outubro    | Paulo Markun      |             | transcrição |
| Mário Covas         | 14 de agosto    | Paulo Markun      |             | transcrição |
| Anthony Giddens     | 31 de julho     | Paulo Markun      |             | transcrição |
| George Kelling      | 12 de junho     | Paulo Markun      |             | transcrição |
| Amyr Klink          | 15 de maio      | Paulo Markun      |             | transcrição |
| José Ramos Tinhorão | 3 de abril      | Paulo Markun      |             | transcrição |
| Albert Fishlow      | 21 de fevereiro | Paulo Markun      |             | transcrição |
| Alfredo Rizkallah   | 7 de fevereiro  | Paulo Markun      |             | transcrição |
| Lester Brown        | 24 de janeiro   | Paulo Markun      |             | transcrição |

## 1999
| Entrevistado              | Data           | Mediador          | Observações                                                                              | Link               |
| ------------------------- | -------------- | ----------------- | ---------------------------------------------------------------------------------------- | ------------------ |
| Michel Serres             | 8 de novembro  | Paulo Markun      |                                                                                          | transcrição        |
| Luiz Inácio Lula da Silva | 1 de outubro   | Heródoto Barbeiro | Então presidente de honra do PT fala sobre o cenário político brasileiro e o governo FHC | transcrição; vídeo |
| Ciro Gomes                | 20 de setembro | Paulo Markun      |                                                                                          | transcrição; vídeo |
| Debate sobre televisão    | 9 de agosto    | Paulo Markun      |                                                                                          | transcrição        |
| Ziraldo                   | 19 de julho    | Paulo Markun      |                                                                                          | transcrição        |
| Antônio Carlos Magalhães  | 28 de junho    | Paulo Markun      |                                                                                          | transcrição        |
| Armínio Fraga             | 14 de junho    | Paulo Markun      | Então presidente do Banco Central fala sobre o Plano Real e política econômica           | vídeo              |
| Elizabeth Roudinesco      | 31 de maio     | Paulo Markun      |                                                                                          | transcrição        |
| Marilena Chaui            | 3 de maio      | Paulo Markun      |                                                                                          | transcrição; vídeo |
| Gilberto Gil              | 1 de março     | Paulo Markun      |                                                                                          | transcrição; vídeo |

## 1998
| Entrevistado                      | Data           | Mediador       | Observações                          | Link        |
| --------------------------------- | -------------- | -------------- | ------------------------------------ | ----------- |
| José Saramago                     | 26 de outubro  | Matinas Suzuki |                                      | vídeo       |
| Ana Mae Barbosa                   | 12 de outubro  | Paulo Markun   |                                      | transcrição |
| Ignacy Sachs                      | 14 de setembro | Paulo Markun   | Economista polonês; programa gravado | transcrição |
| José Mojica Marins (Zé do Caixão) | 6 de julho     | Cunha Jr.      |                                      | transcrição |
| Antônio Ermírio de Moraes         | 29 de junho    | Matinas Suzuki |                                      | transcrição |
| Mário Covas                       | 22 de junho    | Matinas Suzuki |                                      | transcrição |

## 1997
| Entrevistado         | Data            | Mediador       | Observações | Link              |
| -------------------- | --------------- | -------------- | ----------- | ----------------- |
| Sônia Braga          | 29 de dezembro  | Matinas Suzuki |             | transcriçãovídeo  |
| Oliver Sacks         | 15 de dezembro  | Matinas Suzuki |             | transcrição       |
| Carlos Fuentes       | 6 de outubro    | Matinas Suzuki |             | transcrição       |
| Thomas Skidmore      | 26 de junho     | Matinas Suzuki |             | transcrição       |
| Michel Temer         | 3 de março      | Matinas Suzuki |             | transcrição vídeo |
| Benedito Ruy Barbosa | 24 de fevereiro | Matinas Suzuki |             | transcriçãovídeo  |
| Túlio Maravilha      | 27 de janeiro   | Matinas Suzuki |             | transcrição       |

## 1996
| Entrevistado              | Data           | Mediador       | Observações                                                                 | Link               |
| ------------------------- | -------------- | -------------- | --------------------------------------------------------------------------- | ------------------ |
| Herbert de Souza          | 23 de dezembro | Matinas Suzuki |                                                                             | transcrição        |
| Noam Chomsky              | 9 de dezembro  | Matinas Suzuki |                                                                             | transcrição        |
| Gilberto Gil              | 18 de novembro | Matinas Suzuki |                                                                             | transcrição; vídeo |
| Fernando Henrique Cardoso | 14 de outubro  | Matinas Suzuki | Programa com o então Presidente da República ao vivo do Palácio da Alvorada | transcrição; vídeo |
| Caetano Veloso            | 23 de setembro | Matinas Suzuki | Gravado                                                                     | transcrição vídeo  |
| Jarbas Passarinho         | 29 de julho    | Matinas Suzuki |                                                                             | transcrição        |
| Edmundo                   | 2 de fevereiro | Matinas Suzuki |                                                                             | transcriçãovídeo   |
| Daniela Mercury           | 1 de janeiro   | Matinas Suzuki | Gravado                                                                     | transcrição; vídeo |

## 1995
| Entrevistado              | Data           | Mediador       | Observações | Link                |
| ------------------------- | -------------- | -------------- | --- | ------------------- |
| Dom Paulo Evaristo Arns   | 25 de dezembro | Matinas Suzuki | | transcrição         |
| Jorge Ben Jor             | 18 de dezembro | Matinas Suzuki | Programa gravado                                                                                                | transcriçãovídeo    |
| Drauzio Varella           | 4 de dezembro  | Matinas Suzuki | | transcrição         |
| Pedro Almodóvar           | 6 de novembro  | Matinas Suzuki | | transcrição         |
| Paulo Maluf               | 23 de outubro  | Matinas Suzuki | | transcrição ; vídeo |
| Jô Soares                 | 18 de setembro | Matinas Suzuki | Humorista e escritor comenta sobre sua carreira e o lançamento de seu primeiro romance, O Xangô de Baker Street | vídeo               |
| Luiz Inácio Lula da Silva | 26 de agosto   | Matinas Suzuki | | transcrição         |
| Luiza Erundina            | 31 de julho    | Matinas Suzuki | | transcrição vídeo   |
| Dercy Gonçalves           | 26 de junho    | Matinas Suzuki | | transcrição         |
| Dias Gomes                | 12 de junho    | Matinas Suzuki | | transcrição ; vídeo |
| Darcy Ribeiro             | 17 de abril    | Matinas Suzuki | | transcrição; vídeo  |
| Rubens Barrichello        | 20 de março    | Matinas Suzuki | | transcrição         |
| Débora Bloch              | 30 de janeiro  | Milton Jung    | | transcrição; vídeo  |
| Vanderlei Luxemburgo      | 23 de janeiro  | Milton Jung    | | transcriçãovídeo    |
| Oliviero Toscani          | 1 de janeiro   | Matinas Suzuki | | transcrição         |

## 1994
| Entrevistado                                | Data            | Mediador          | Observações            | Link                                  |
| ------------------------------------------- | --------------- | ----------------- | ---------------------- | ------------------------------------- |
| Florestan Fernandes                         | 5 de dezembro   | Heródoto Barbeiro |                        | transcrição                           |
| Drauzio Varella                             | 28 de novembro  | Heródoto Barbeiro |                        | transcriçãovídeo                      |
| Marina Silva                                | 19 de novembro  | Heródoto Barbeiro |                        | transcrição vídeo                     |
| Paulo Francis                               | 31 de outubro   | Roseli Tardelli   |                        | transcrição                           |
| Ciro Gomes                                  | 24 de outubro   | Heródoto Barbeiro |                        | transcrição                           |
| Zuenir Ventura                              | 19 de setembro  | Heródoto Barbeiro |                        | transcrição                           |
| Adélia Prado                                | 5 de setembro   | Heródoto Barbeiro |                        | transcrição                           |
| Sepúlveda Pertence                          | 29 de agosto    | Heródoto Barbeiro |                        | transcrição                           |
| David Drew Zingg                            | 1 de agosto     | Heródoto Barbeiro |                        | transcrição                           |
| Enéas Carneiro e Lula                       | 22 de julho     | Heródoto Barbeiro | Especial Eleições 1994 | transcrição Enéas e Lula; vídeo Enéas |
| Espiridião Amin e Fernando Henrique Cardoso | 21 de julho     | Heródoto Barbeiro | Especial Eleições 1994 | transcrição FHC; vídeo FHC            |
| Leonel Brizola e Flávio Rocha               | 20 de julho     | Heródoto Barbeiro | Especial Eleições 1994 | transcrição Brizola                   |
| Hernani Fortuna e Caetano Matanó Jr         | 19 de julho     | Heródoto Barbeiro | Especial Eleições 1994 |                                       |
| Orestes Quércia e Walter Queiroz            | 18 de julho     | Heródoto Barbeiro | Especial Eleições 1994 | vídeo Orestes Quércia                 |
| Telê Santana                                | 30 de maio      | Heródoto Barbeiro |                        | transcrição                           |
| Nelson Piquet                               | 2 de maio       | Roseli Tardelli   |                        | transcrição; vídeo                    |
| Álvaro Augusto Vidigal                      | 28 de fevereiro | Jorge Escosteguy  |                        | transcrição                           |
| Dona Zica da Mangueira                      | 14 de fevereiro | Jorge Escosteguy  | Gravado                | transcrição; vídeo                    |

## 1993
| Entrevistado              | Data           | Mediador         | Observações | Link               |
| ------------------------- | -------------- | ---------------- | --- | ------------------ |
| Fernando Henrique Cardoso | 27 de dezembro | Jorge Escosteguy | Sociólogo e então ministro da Fazenda do Governo Itamar Franco fala sobre a preparação do Plano Real                                                                                         | vídeo              |
| Tom Jobim                 | 20 de dezembro | Jorge Escosteguy | | transcrição; vídeo |
| Cacá Diegues              | 23 de agosto   | Jorge Escosteguy | | transcrição        |
| Rosmary Corrêa            | 2 de agosto    | Jorge Escosteguy | Então secretária estadual da Criança, Família e Bem-Estar Social de São Paulo fala sobre a violência urbana, em especial em relação aos jovens infratores, dias após a chacina da Candelária | transcrição; vídeo |
| Chico Anysio              | 21 de junho    | Jorge Escosteguy | | transcrição; vídeo |
| Ciro Gomes                | 17 de maio     | Jorge Escosteguy | | transcrição; vídeo |
| Aspásia Camargo           | 10 de maio     | Jorge Escosteguy | | transcrição; vídeo |
| Orlando Villas-Bôas       | 19 de abril    | Jorge Escosteguy | No Dia do Índio, o indigenista fala sobre a situação dos índios no Brasil | transcrição; vídeo |
| Fernando Henrique Cardoso | 12 de abril    | Jorge Escosteguy | Sociólogo e então ministro das Relações Exteriores do Governo Itamar Franco fala sobre a política brasileira                                                                                 | transcrição        |
| Arrelia                   | 4 de janeiro   | Jorge Escosteguy | | transcrição        |

## 1992
| Entrevistado                         | Data           | Mediador         | Observações                                        | Link               |
| ------------------------------------ | -------------- | ---------------- | -------------------------------------------------- | ------------------ |
| Telê Santana                         | 22 de junho    | Jorge Escosteguy |                                                    | transcrição; vídeo |
| Debate Paulo Maluf x Eduardo Suplicy | 19 de outubro  | Jorge Escosteguy | 2º turno da Eleição municipal de São Paulo em 1992 | vídeo              |
| Aziz Ab'Saber                        | 8 de junho     | Jorge Escosteguy |                                                    | transcrição; vídeo |
| José Saramago                        | 7 de setembro  | Rodolfo Konder   |                                                    | vídeo              |
| Antonio Houaiss                      | 16 de novembro |                  |                                                    | transcrição; vídeo |

## 1991
| Entrevistado                      | Data            | Mediador         | Observações | Link               |
| --------------------------------- | --------------- | ---------------- | --- | ------------------ |
| Telê Santana                      | 17 de junho     | Jorge Escosteguy | | transcrição        |
| Debate sobre os rumos da economia | 13 de maio      | Jorge Escosteguy | | transcrição        |
| Luiz Inácio Lula da Silva         | 18 de março     | Jorge Escosteguy | | transcrição; vídeo |
| Fernando Henrique Cardoso         | 11 de março     | Jorge Escosteguy | Sociólogo e senador por São Paulo fala sobre o desempenho do PSDB nas eleições de 1989 e sobre as políticas do Governo Collor | transcrição        |
| Gilberto Gil                      | 18 de fevereiro | Jorge Escosteguy | | vídeo              |
| Ciro Gomes                        | 7 de janeiro    | Jorge Escosteguy | | transcrição; vídeo |

## 1990
| Entrevistado               | Data           | Mediador         | Observações                                                                                       | Link               |
| -------------------------- | -------------- | ---------------- | ------------------------------------------------------------------------------------------------- | ------------------ |
| Antonio Houaiss            | 10 de dezembro | Rodolfo Konder   |                                                                                                   | transcrição        |
| Francisco Rezek            | 3 de dezembro  | Rodolfo Konder   | Programa gravado                                                                                  | transcrição        |
| Luiz Antônio Fleury Filho  | 19 de novembro | Rodolfo Konder   |                                                                                                   | transcrição        |
| José Serra                 | 29 de outubro  | Rodolfo Konder   |                                                                                                   | transcrição        |
| Eduardo Suplicy            | 8 de outubro   | Rodolfo Konder   |                                                                                                   | transcrição        |
| Aloysio Álvares Cruz       | 1 de outubro   | Rodolfo Konder   |                                                                                                   | transcrição        |
| Zélia Cardoso de Mello     | 17 de setembro | Rodolfo Konder   | Programa gravado                                                                                  | transcriçãovídeo   |
| Antônio Ermírio de Moraes  | 16 de julho    | Rodolfo Konder   |                                                                                                   | transcrição        |
| Chico Anysio               | 2 de julho     | Rodolfo Konder   | Programa gravado                                                                                  | transcrição        |
| Benedito Ruy Barbosa       | 21 de maio     | Rodolfo Konder   |                                                                                                   | transcrição        |
| Hélio Jaguaribe            | 30 de abril    | Jorge Escosteguy |                                                                                                   | transcrição        |
| Marcos Gianetti da Fonseca | 16 de abril    | Jorge Escosteguy |                                                                                                   | transcrição        |
| Jô Soares                  | 26 de março    | Jorge Escosteguy |                                                                                                   | transcrição; vídeo |
| Fidel Castro               | 19 de março    | Jorge Escosteguy | Programa gravado                                                                                  | transcrição; vídeo |
| Maílson da Nóbrega         | 5 de fevereiro | Jorge Escosteguy |                                                                                                   | transcrição        |
| Ricardo Semler             | 15 de janeiro  | Jorge Escosteguy |                                                                                                   | transcrição        |
| Luiza Erundina             |                | Jorge Escosteguy | Então prefeita de São Paulo, ela discute a política nacional e os desafios para governar a cidade | vídeo              |

## 1989
| Entrevistado              | Data           | Mediador           | Observações                                                                 | Link               |
| ------------------------- | -------------- | ------------------ | --------------------------------------------------------------------------- | ------------------ |
| Mauricio de Sousa         | 9 de outubro   | Jorge Escosteguy   | Cartunista e empresário brasileiro; programa gravado                        | transcrição; vídeo |
| Roberto Freire            | 10 de setembro | Augusto Nunes      | Político brasileiro                                                         | vídeo              |
| Marilena Chaui            | 14 de agosto   | Jorge Escosteguy   | Filósofa brasileira e então secretária municipal de Cultura de São Paulo    | vídeo              |
| Fernando Collor de Mello  | 8 de agosto    | Augusto Nunes      | Candidato do PRN à eleição presidencial no Brasil em 1989                   | transcrição; vídeo |
| Luiz Inácio Lula da Silva | 8 de agosto    | Augusto Nunes      | Então deputado federal e candidato à eleição presidencial no Brasil em 1989 | vídeo              |
| Eduardo José Farah        | 26 de junho    | Luis Alberto Volpe | Presidente da Federação Paulista de Futebol                                 | transcrição        |
| Emerson Leão              | 5 de junho     | Jorge Escosteguy   | Futebolista brasileiro                                                      | transcrição; vídeo |
| Millôr Fernandes          | 3 de abril     | Augusto Nunes      | Cartunista, escritor e jornalista brasileiro                                | vídeo              |
| Eduardo Suplicy           |                | Jorge Escosteguy   | Então presidente da Câmara Municipal de São Paulo                           | vídeo              |
| Paulinho da Viola         | 6 de fevereiro | Jorge Escosteguy   | Cantor e compositor brasileiro                                              | vídeo              |
| Nabi Abi Chedid           | 9 de janeiro   | Jorge Escosteguy   | Dirigente esportivo, vice-presidente da Confederação Brasileira de Futebol  | transcrição        |

## 1988
| Entrevistado              | Data            | Mediador                | Observações | Link               |  |
| Dom Pedro Casaldáliga     |                 |                         | | vídeo              |  |
| Luiz Inácio Lula da Silva | 28 de novembro  | Augusto Nunes           | Então deputado federal por São Paulo fala sobre o Partido dos Trabalhadores e a política brasileira                              | transcrição; vídeo |  |
| Luiza Erundina            | 21 de novembro  | Augusto Nunes           | Então Prefeita eleita de São Paulo                                                                                               | vídeo              |  |
| Zuenir Ventura            | 14 de novembro  | Augusto Nunes           | | transcrição        |  |
| Jarbas Passarinho         | 6 de outubro    | Renato Faleiros         | | transcrição        |  |
| Adib Jatene               | 22 de agosto    | Augusto Nunes           | | transcrição        |  |
| Carlos Alberto Torres     | 18 de agosto    | Jorge Escosteguy        | | transcriçãovídeo   |  |
| Marta Suplicy             | 12 de agosto    | Augusto Nunes           | | transcriçãovídeo   |  |
| Maria Luíza Fontenele     | 25 de julho     | Augusto Nunes           | Então Prefeita de Fortaleza |                    |  |
| Fernando Henrique Cardoso | 4 de julho      | Jorge Escosteguy        | Sociólogo e senador por São Paulo fala sobre a política brasileira e a criação do Partido da Social Democracia Brasileira (PSDB) | transcriçãovídeo   |  |
| Darcy Ribeiro             | 20 de junho     | Augusto Nunes           | | vídeo              |  |
| Luiza Erundina            | 13 de junho     | Augusto Nunes           | | transcrição        |  |
| Cauby Peixoto             | 7 de março      | Antonio Carlos Ferreira | | transcrição        |  |
| Saturnino Braga           | 29 de fevereiro | Antonio Carlos Ferreira | |                    |  |
| Dílson Funaro             | 8 de fevereiro  | Antonio Carlos Ferreira | | transcrição        |  |
| Franco Montoro            | 25 de janeiro   | Augusto Nunes           | ex-Governador de São Paulo | transcriçãovídeo   |  |
| Abreu Sodré               | 18 de janeiro   | Augusto Nunes           | |                    |  |

## 1987
| Entrevistado                    | Data            | Mediador           | Observações | Link               |
| ------------------------------- | --------------- | ------------------ | --- | ------------------ |
| Dom Paulo Evaristo Arns         | 21 de dezembro  |                    | |                    |
| Herbert de Souza (Betinho)      | 14 de dezembro  | Tonico Ferreira    | Sociólogo brasileiro fala sobre as dificuldades enfrentadas pelos portadores de HIV diante de hospitais despreparados, preconceito, falta de apoio e de compromisso do Ministério da Saúde | transcrição        |
| Orlando Villas Bôas             | 4 de dezembro   | Tonico Ferreira    | Sertanista brasileiro relata sua experiência com os indígenas e fala sobre a criação do Parque do Xingu | transcrição        |
| Carlos Miguel Aidar             | 30 de novembro  |                    | |                    |
| Bernardo Cabral                 | 23 de novembro  |                    | |                    |
| José Serra                      | 16 de novembro  | Augusto Nunes      | Político brasileiro, deputado federal, iniciou sua trajetória como presidente da UNE, fala sobre sua participação na história da política brasileira | transcrição        |
| Fernando Milliet                | 9 de novembro   | Augusto Nunes      | |                    |
| Fernando Henrique Cardoso       | 2 de novembro   | Augusto Nunes      | Sociólogo e político filiado ao PMDB, havia perdido a eleição para prefeito de São Paulo mas foi reeleito para o cargo de senador pelo estado de São Paulo | vídeo              |
| José Aristodemo Pinotti         | 26 de outubro   | Augusto Nunes      | Médico e Secretário da Saúde de São Paulo é questionado sobre as medidas tomadas em relação à aids, à hanseníase e à saúde mental e fala sobre a criação dos programas de atenção à mulher, à criança e ao trabalhador.                                                                                        | transcrição        |
| Contaminação radioativa         | 19 de outubro   | Tonico Ferreira    | Programa especial sobre o acidente radiológico de Goiânia com césio-137 | vídeo              |
| Moreira Franco                  | 12 de outubro   |                    | |                    |
| José Genoino                    | 5 de outubro    |                    | |                    |
| Cacá Diegues                    | 28 de setembro  | Augusto Nunes      | Cineasta brasileiro comenta as dificuldades de se fazer cinema no Brasil e diz que a "diminuição do planeta", como chamou a "globalização", dificultou a identificação da nacionalidade dos filmes | transcrição        |
| Abílio Diniz                    | 21 de setembro  | Augusto Nunes      | Empresário brasileiro fala da economia brasileira, dos rumos da política, do papel de sua classe e do Plano Cruzado | transcriçãovídeo   |
| Marcio Braga                    | 14 de setembro  | Augusto Nunes      | Presidente do Flamengo | vídeo              |
| João Augusto Amaral Gurgel      | 7 de setembro   | Augusto Nunes      | Diretor-presidente da brasileira Gurgel S.A., fabricante de veículos extinta em 1996, faz fortes críticas ao programa Pró-álcool e ao Conselho Interministerial de Preços (CIP), extinto órgão do governo brasileiro, e pede apoio do governo para enfrentar a concorrência das multinacionais                 | transcrição vídeo  |
| Hortência                       | 31 de agosto    | Augusto Nunes      | Jogadora brasileira de basquetebol nas décadas de 70, 80 e 90 e depois dirigente esportiva relembra o início da sua carreira, fala sobre sua fama de "Rainha do Basquete", conta sobre o relacionamento com as demais jogadoras da seleção brasileira e critica os baixos investimentos nas categorias de base | transcrição        |
| Hebe Camargo                    | 17 de agosto    | Augusto Nunes      | Apresentadora de TV e atriz brasileira faz críticas a políticos e críticos culturais, elogia amigos, agradece os fãs e fala da vida e da família | transcrição; vídeo |
| Raul Cortez                     | 10 de agosto    | Augusto Nunes      | Ator brasileiro recorda fatos marcantes de sua carreira, comenta aspectos inusitados da fama e mostra desânimo com a situação econômica e política do país | transcrição        |
| Mário Sérgio Duarte Garcia      | 3 de agosto     |                    | |                    |
| José Richa                      | 27 de julho     |                    | |                    |
| Hector Babenco                  | 20 de julho     |                    | |                    |
| Almino Afonso                   | 13 de julho     | Rodolpho Gamberini | Em plena consolidação da redemocratização, o vice-governador de São Paulo fala sobre os planos econômicos, o papel do PMDB no governo e os perigos do retrocesso político | transcrição        |
| Mário Covas                     | 29 de junho     | Rodolpho Gamberini | | vídeo              |
| Luiz Carlos Bresser-Pereira     | 22 de junho     | Rodolpho Gamberini | |                    |
| Grande Otelo                    | 15 de junho     | Rodolpho Gamberini | Ator brasileiro fala sobre a escolha do próprio nome, as tragédias da vida, a bebida e a carreira | transcrição; vídeo |
| Leonel Brizola                  | 8 de junho      | Rodolpho Gamberini | | vídeo              |
| A crise na economia             | 1 de junho      | Rodolpho Gamberini | O fracasso do Plano Cruzado no combate à inflação é o tema central deste programa, que conta com a participação de representantes de vários segmentos da economia brasileira | transcrição        |
| João Saldanha                   | 25 de maio      | Rodolpho Gamberini | Ex-técnico de futebol, que formou a Seleção Brasileira, campeã em 1970, fala sobre o futebol brasileiro e a situação política nacional que antecedeu a copa naquele ano | vídeo              |
| Fernando Collor                 | 18 de maio      | Rodolpho Gamberini | Governador de Alagoas fala sobre a disputa política no estado, o combate aos "marajás" e a ruptura com o governo federal | transcriçãovídeo   |
| Newton Cardoso                  | 11 de maio      | Rodolpho Gamberini | Governador de Minas Gerais |                    |
| Paulo Autran                    | 4 de maio       | Rodolpho Gamberini | "O teatro trabalha a imaginação e faz uso dos mais variados recursos para estar em constante progresso", diz o ator ao narrar sua trajetória, revelando toda uma vida devotada à paixão pelos palcos | transcrição        |
| Severo Gomes                    | 27 de abril     | Rodolpho Gamberini | Senador |                    |
| Vicente Matheus                 | 20 de abril     | Rodolpho Gamberini | "Sempre que peguei o Corinthians, foi para consertar o Corinthians de incompetentes que por lá passaram", diz o histórico presidente do time do Parque São Jorge | transcrição        |
| Dercy Gonçalves                 | 13 de abril     | Rodolpho Gamberini | Atriz brasileira, fala sobre seus quase sessenta anos de carreira no cinema, teatro e televisão | vídeo              |
| Ozires Silva                    | 6 de abril      | Rodolpho Gamberini | Presidente da Petrobras |                    |
| Orestes Quércia                 | 30 de março     | Rodolpho Gamberini | Governador de São Paulo pelo PMDB-SP. |                    |
| Debate sobre o imposto de renda | 23 de março     | Rodolpho Gamberini | Que peso deve ter o imposto de renda no sistema tributário brasileiro? Quem deve pagar e que descontos devem ser permitidos? Um debate sobre o imposto de renda em tempos de hiperinflação | transcrição        |
| Gilberto Gil                    | 16 de março     | Rodolpho Gamberini | | vídeo              |
| Almir Pazzianotto               | 9 de março      | Rodolpho Gamberini | As mudanças necessárias na legislação trabalhista brasileira, divergências quanto às posições do governo, dos empresários e dos trabalhadores, em discussões acaloradas, aparecem nesta entrevista | transcrição        |
| Lima Duarte                     | 2 de março      | Rodolpho Gamberini | O rapaz da "voz de sovaco" que se tornou um respeitado ator no Brasil relembra sua trajetória, seus personagens, conta vários "causos" e ainda fala de política nesta bem humorada entrevista | transcrição vídeo  |
| Waldir Pires                    | 23 de fevereiro | Rodolpho Gamberini | Político baiano, que acabara de ser eleito governador, comenta a situação política de seu estado e fala dos riscos da transição democrática dentro de um contexto de graves problemas econômicos e sociais do governo Sarney                                                                                   | transcrição        |
| Jair Meneguelli                 | 16 de fevereiro | Rodolpho Gamberini | Presidente do Sindicato dos Metalúrgicos do ABC |                    |
| Celso Furtado                   | 9 de fevereiro  | Rodolpho Gamberini | Economista comenta sobre ter assumido o Ministério da Cultura do governo Sarney, além de discutir assuntos como a censura, e explicar a lei de incentivo às atividades culturais | transcrição        |
| Eduardo Muylaert                | 2 de fevereiro  | Rodolpho Gamberini | Secretário de Segurança Pública de São Paulo diz que a polícia deixou de ser corrupta e violenta e defende ações de repressão | transcrição        |
| Fernando Cesar Mesquita         | 26 de janeiro   | Rodolpho Gamberini | Casos de corrupção e irregularidades nos órgãos públicos vêm à tona nesta entrevista com o ex-secretário de Imprensa do governo Sarney | transcrição        |
| Debate sobre AIDS               | 19 de janeiro   | Rodolpho Gamberini | Especialistas em saúde pública, representantes de órgãos públicos de saúde e da sociedade civil discutem a nova epidemia da década de 80 | transcrição vídeo  |
| Fernando Lyra                   | 12 de janeiro   | Rodolpho Gamberini | Um dos articuladores da candidatura de Tancredo Neves e ex-ministro da Justiça, disputou a Presidência da Câmara com Ulysses Guimarães e afirmava representar o desejo de mudança do país | transcrição vídeo  |
| Dadá Maravilha                  | 5 de janeiro    | Rodolpho Gamberini | Futebolista brasileiro fala sobre os bastidores do futebol | transcrição vídeo  |

## 1986
| Entrevistado                        | Data           | Mediador           | Observações | Link                    |
| ----------------------------------- | -------------- | ------------------ | --- | ----------------------- |
| Luiz Inácio Lula da Silva           | 24 de novembro | Rodolpho Gamberini | Então presidente do Partido dos Trabalhadores | vídeo                   |
| Roberto Santos                      | 12 de setembro | Rodolpho Gamberini | Cineasta brasileiro, diretor do filme A Hora e a Vez de Augusto Matraga de 1965, considerado um dos cem melhores filmes brasileiros de todos os tempos. | vídeo                   |
| Ronaldo Caiado                      | 6 de outubro   | Rodolpho Gamberini | | transcrição             |
| Dom Luciano Pedro Mendes de Almeida | 13 de outubro  | Rodolpho Gamberini | | vídeo                   |
| Franco Montoro                      | 20 de outubro  | Rodolpho Gamberini | Governador de São Paulo pelo PMDB-SP. | vídeo                   |
| Luís Carlos Prestes                 | 27 de outubro  | Rodolpho Gamberini | | transcriçãovídeo        |
| Pietro Maria Bardi                  | 3 de novembro  | Rodolpho Gamberini | | transcrição             |
| Octávio Pinto Guimarães             | 10 de novembro | Rodolpho Gamberini | | transcrição             |
| Ulysses Guimarães                   | 17 de novembro | Rodolpho Gamberini | | vídeo [ligação inativa] |
| Debate sobre o Plano Cruzado        | 1º de dezembro | Rodolpho Gamberini | | vídeo [ligação inativa] |
| João Sayad                          | 8 de dezembro  | Rodolpho Gamberini | |                         |
| Ayrton Senna                        | 15 de dezembro | Rodolpho Gamberini | Piloto, então com dois anos de carreira na Fórmula 1 e quatro vitórias, fala sobre sua carreira e planos para o futuro                                  | transcrição; vídeo      |
| Fernando Gabeira                    | 22 de dezembro | Rodolpho Gamberini | | transcrição             |
| Paulo Brossard                      | 29 de setembro | Rodolpho Gamberini | Estreia do programa | transcriçãovídeo        |